# Світовий Тур ATP 2016
Світовий Тур ATP 2015 - всесвітній елітний професійний цикл тенісних турнірів, організований Асоціацією тенісистів-професіоналів як частина тенісного сезону 2015 року. У 2015 році календар включав турніри Великого шолому (проводяться Міжнародною федерацією тенісу (ITF)), турніри серії Мастерс, турніри категорій 500 і 250. Також до Туру входили Кубок Девіса (організований ITF), теніс на літніх Олімпійських іграх 2016 та Фінал Світового Туру ATP. Крім того, до офіційного переліку турнірів входив Кубок Гопмана, за який очки учасникам не нараховувалися.

## Розклад
Нижче наведено повний розклад турнірів на 2016 рік, включаючи перелік тенісистів, які дійшли на турнірах щонайменше до чвертьфіналу.
Легенда
| Турніри Великого шолома       |
| Літні Олімпійські ігри        |
| Фінал Світового Туру ATP      |
| Світовий Тур ATP Мастерс 1000 |
| Світовий Тур ATP 500          |
| Світовий Тур ATP 250          |
| Командні змагання             |

### Січень
| Тиждень           | Турнір | Чемпіони                                    | Фіналісти                     | Півфіналісти                                       | Чвертьфіналісти                                                                |
| ----------------- | --- | ------------------------------------------- | ----------------------------- | -------------------------------------------------- | ------------------------------------------------------------------------------ |
| 4 січня           | Кубок Гопмана Перт, Австралія Турнір змішаних команд ITF $1,000,000 – Хард (п) – 8 команд (ГР)                                                                  | Австралія Green 2–0                         | Україна                       | Круговий турнір (Група A) Чехія Австралія Gold США | Круговий турнір (Група B) Велика Британія Франція Німеччина                    |
| 4 січня           | Відкритий чемпіонат Катару Доха, Катар Світовий Тур ATP 250 $1,283,855 – Хард – 32S/16Q/16D Одиночний розряд – Парний розряд                                    | Новак Джокович 6–1, 6–2                     | Рафаель Надаль                | Томаш Бердих Ілля Марченко                         | Леонардо Маєр Кайл Едмунд Жеремі Шарді Андрій Кузнєцов                         |
| 4 січня           | Відкритий чемпіонат Катару Доха, Катар Світовий Тур ATP 250 $1,283,855 – Хард – 32S/16Q/16D Одиночний розряд – Парний розряд                                    | Фелісіано Лопес Марк Лопес 6–4, 6–3         | Філіпп Пецшнер Александер Пея | Томаш Бердих Ілля Марченко                         | Леонардо Маєр Кайл Едмунд Жеремі Шарді Андрій Кузнєцов                         |
| 4 січня           | Відкритий чемпіонат Ченная Ченнай, India Світовий Тур ATP 250 $482,085 – Хард – 28S/16Q/16D Одиночний розряд – Парний розряд                                    | Стен Вавринка 6–3, 7–5                      | Борна Чорич                   | Бенуа Пер Аляж Бедене                              | Гільєрмо Гарсія-Лопес Томас Фаббіано Роберто Баутіста Аґут Ramkumar Ramanathan |
| 4 січня           | Відкритий чемпіонат Ченная Ченнай, India Світовий Тур ATP 250 $482,085 – Хард – 28S/16Q/16D Одиночний розряд – Парний розряд                                    | Олівер Марах Фабріс Мартен 6–3, 7–5         | Остін Крайчек Бенуа Пер       | Бенуа Пер Аляж Бедене                              | Гільєрмо Гарсія-Лопес Томас Фаббіано Роберто Баутіста Аґут Ramkumar Ramanathan |
| 4 січня           | Брисбен International Брисбен, Австралія Світовий Тур ATP 250 $461,330 – Хард – 28S/16Q/16D Одиночний розряд – Парний розряд                                    | Мілош Раоніч 6–4, 6–4                       | Роджер Федерер                | Домінік Тім Бернард Томіч                          | Григор Димитров Марин Чилич Люка Пуй Кей Нісікорі                              |
| 4 січня           | Брисбен International Брисбен, Австралія Світовий Тур ATP 250 $461,330 – Хард – 28S/16Q/16D Одиночний розряд – Парний розряд                                    | Генрі Контінен Джон Пірс 7–6(7–4), 6–1      | Джеймс Дакворт Кріс Гуччоне   | Домінік Тім Бернард Томіч                          | Григор Димитров Марин Чилич Люка Пуй Кей Нісікорі                              |
| 11 січня          | Окленд Open Окленд, Нова Зеландія Світовий Тур ATP 250 $520,070 – Хард – 28S/16Q/16D Одиночний розряд – Парний розряд                                           | Роберто Баутіста Аґут 6–1, 1–0 ret.         | Джек Сок                      | Давид Феррер Жо-Вілфрід Тсонга                     | Лукаш Росол Кевін Андерсон Джон Ізнер Фабіо Фоніні                             |
| 11 січня          | Окленд Open Окленд, Нова Зеландія Світовий Тур ATP 250 $520,070 – Хард – 28S/16Q/16D Одиночний розряд – Парний розряд                                           | Мате Павич Майкл Вінус 7–5, 6–4             | Ерік Буторак Скотт Ліпскі     | Давид Феррер Жо-Вілфрід Тсонга                     | Лукаш Росол Кевін Андерсон Джон Ізнер Фабіо Фоніні                             |
| 11 січня          | Сідней International Сідней, Австралія Світовий Тур ATP 250 $461,330 – Хард – 28S/16Q/16D Одиночний розряд – Парний розряд                                      | Віктор Троїцький 2–6, 6–1, 7–6(9–7)         | Григор Димитров               | Теймураз Габашвілі Жіль Мюллер                     | Бернард Томіч Ніколя Маю Олександр Долгополов Жеремі Шарді                     |
| 11 січня          | Сідней International Сідней, Австралія Світовий Тур ATP 250 $461,330 – Хард – 28S/16Q/16D Одиночний розряд – Парний розряд                                      | Джеймі Маррей Бруно Соарес 6–3, 7–6(8–6)    | Роган Бопанна Флорін Мерджа   | Теймураз Габашвілі Жіль Мюллер                     | Бернард Томіч Ніколя Маю Олександр Долгополов Жеремі Шарді                     |
| 18 січня 25 січня | Відкритий чемпіонат Австралії Мельбурн, Австралія Великий шолом A$22,000,000 – Хард 128S/128Q/64D/32X Одиночний розряд – Парний розряд – Змішаний парний розряд | Новак Джокович 6–1, 7–5, 7–6(7–3)           | Енді Маррей                   | Роджер Федерер Мілош Раоніч                        | Кей Нісікорі Томаш Бердих Гаель Монфіс Давид Феррер                            |
| 18 січня 25 січня | Відкритий чемпіонат Австралії Мельбурн, Австралія Великий шолом A$22,000,000 – Хард 128S/128Q/64D/32X Одиночний розряд – Парний розряд – Змішаний парний розряд | Джеймі Маррей Бруно Соарес 2–6, 6–4, 7–5    | Деніел Нестор Радек Штепанек  | Роджер Федерер Мілош Раоніч                        | Кей Нісікорі Томаш Бердих Гаель Монфіс Давид Феррер                            |
| 18 січня 25 січня | Відкритий чемпіонат Австралії Мельбурн, Австралія Великий шолом A$22,000,000 – Хард 128S/128Q/64D/32X Одиночний розряд – Парний розряд – Змішаний парний розряд | Олена Весніна Бруно Соарес 6–4, 4–6, [10–5] | Коко Вандевей Горія Текеу     | Роджер Федерер Мілош Раоніч                        | Кей Нісікорі Томаш Бердих Гаель Монфіс Давид Феррер                            |

### Лютий
| Тиждень   | Турнір | Чемпіони | Фіналісти | Півфіналісти                           | Чвертьфіналісти                                                            |
| --------- | --- | --- | --- | -------------------------------------- | -------------------------------------------------------------------------- |
| 1 лютого  | Open Sud de France Монпельє, Франція Світовий Тур ATP 250 €520,070 – Хард (п) – 28S/16Q/16D Одиночний розряд – Парний розряд | Рішар Гаске 7–5, 6–4 | Поль-Анрі Матьє                                                                                              | Дастін Браун Олександр Звєрєв          | Маркос Багдатіс Рубен Бемельманс Джон Міллман Міхаель Беррер               |
| 1 лютого  | Open Sud de France Монпельє, Франція Світовий Тур ATP 250 €520,070 – Хард (п) – 28S/16Q/16D Одиночний розряд – Парний розряд | Мате Павич Майкл Вінус 7–5, 7–6(7–4) | Олександр Звєрєв Міша Зверєв                                                                                 | Дастін Браун Олександр Звєрєв          | Маркос Багдатіс Рубен Бемельманс Джон Міллман Міхаель Беррер               |
| 1 лютого  | Відкритий чемпіонат Софії Софія, Болгарія Світовий Тур ATP 250 €520,070 – Хард (п) – 28S/16Q/16D Одиночний розряд – Парний розряд | Роберто Баутіста Аґут 6–3, 6–4 | Віктор Троїцький                                                                                             | Жіль Мюллер Мартін Кліжан              | Адріан Маннаріно Гільєрмо Гарсія-Лопес Андреас Сеппі Філіпп Кольшрайбер    |
| 1 лютого  | Відкритий чемпіонат Софії Софія, Болгарія Світовий Тур ATP 250 €520,070 – Хард (п) – 28S/16Q/16D Одиночний розряд – Парний розряд | Веслі Колгоф Матве Мідделкоп 5–7, 7–6(11–9), [10–6] | Філіпп Освальд Аділ Шамасдін                                                                                 | Жіль Мюллер Мартін Кліжан              | Адріан Маннаріно Гільєрмо Гарсія-Лопес Андреас Сеппі Філіпп Кольшрайбер    |
| 1 лютого  | Відкритий чемпіонат Еквадору Кіто, Еквадор Світовий Тур ATP 250 $520,070 – ґрунт – 28S/16Q/16D Одиночний розряд – Парний розряд | Віктор Естрелья Бургос 4–6, 7–6(7–5), 6–2 | Томас Беллуччі                                                                                               | Паоло Лоренці Альберт Рамос-Віньйолас  | Бернард Томіч Пабло Карреньо Буста Ренцо Оліво Фелісіано Лопес             |
| 1 лютого  | Відкритий чемпіонат Еквадору Кіто, Еквадор Світовий Тур ATP 250 $520,070 – ґрунт – 28S/16Q/16D Одиночний розряд – Парний розряд | Пабло Карреньо Буста Гільєрмо Дюран 7–5, 6–4 | Томас Беллуччі Марсело Демолінер                                                                             | Паоло Лоренці Альберт Рамос-Віньйолас  | Бернард Томіч Пабло Карреньо Буста Ренцо Оліво Фелісіано Лопес             |
| 8 лютого  | Відкритий чемпіонат Роттердама Роттердам, Нідерланди Світовий Тур ATP 500 €1,722,820 – Хард (п) – 32S/16Q/16D/4Q Одиночний розряд – Парний розряд | Мартін Кліжан 6–7(1–7), 6–3, 6–1 | Гаель Монфіс                                                                                                 | Ніколя Маю Філіпп Кольшрайбер          | Віктор Троїцький Роберто Баутіста Аґут Олександр Звєрєв Марин Чилич        |
| 8 лютого  | Відкритий чемпіонат Роттердама Роттердам, Нідерланди Світовий Тур ATP 500 €1,722,820 – Хард (п) – 32S/16Q/16D/4Q Одиночний розряд – Парний розряд | Ніколя Маю Вашек Поспішил 7–6(7–2), 6–4 | Філіпп Пецшнер Александер Пея                                                                                | Ніколя Маю Філіпп Кольшрайбер          | Віктор Троїцький Роберто Баутіста Аґут Олександр Звєрєв Марин Чилич        |
| 8 лютого  | Відкритий чемпіонат Мемфіса Мемфіс, США Світовий Тур ATP 250 $693,425 – Хард (п) – 28S/16Q/16D Одиночний розряд – Парний розряд | Кей Нісікорі 6–4, 6–4 | Тейлор Фріц                                                                                                  | Сем Кверрі Річардас Беранкіс           | Михайло Кукушкін Йосіхіто Нісіока Дональд Янг Бенжамін Бекер               |
| 8 лютого  | Відкритий чемпіонат Мемфіса Мемфіс, США Світовий Тур ATP 250 $693,425 – Хард (п) – 28S/16Q/16D Одиночний розряд – Парний розряд | Маріуш Фирстенберг Сантьяго Гонсалес 6–4, 6–4 | Стів Джонсон Сем Кверрі                                                                                      | Сем Кверрі Річардас Беранкіс           | Михайло Кукушкін Йосіхіто Нісіока Дональд Янг Бенжамін Бекер               |
| 8 лютого  | Відкритий чемпіонат Аргентини Буенос Айрес, Аргентина Світовий Тур ATP 250 $598,865 – ґрунт – 28S/16Q/16D Одиночний розряд – Парний розряд | Домінік Тім 7–6(7–2), 3–6, 7–6(7–4) | Ніколас Альмагро                                                                                             | Рафаель Надаль Давид Феррер            | Паоло Лоренці Душан Лайович Жо-Вілфрід Тсонга Пабло Куевас                 |
| 8 лютого  | Відкритий чемпіонат Аргентини Буенос Айрес, Аргентина Світовий Тур ATP 250 $598,865 – ґрунт – 28S/16Q/16D Одиночний розряд – Парний розряд | Хуан Себастьян Кабаль Роберт Фара 6–3, 6–0 | Іньїго Сервантес Паоло Лоренці                                                                               | Рафаель Надаль Давид Феррер            | Паоло Лоренці Душан Лайович Жо-Вілфрід Тсонга Пабло Куевас                 |
| 15 лютого | Rio Open Ріо-де-Жанейро, Бразилія Світовий Тур ATP 500 $1,471,315 – ґрунт – 32S/16Q/16D/4Q Одиночний розряд – Парний розряд | Пабло Куевас 6–4, 6–7(5–7), 6–4 | Гвідо Пелья                                                                                                  | Рафаель Надаль Домінік Тім             | Олександр Долгополов Федеріко Дельбоніс Даніель Хімено-Травер Давид Феррер |
| 15 лютого | Rio Open Ріо-де-Жанейро, Бразилія Світовий Тур ATP 500 $1,471,315 – ґрунт – 32S/16Q/16D/4Q Одиночний розряд – Парний розряд | Хуан Себастьян Кабаль Роберт Фара 7–6(7–5), 6–1 | Пабло Карреньо Буста Давід Марреро                                                                           | Рафаель Надаль Домінік Тім             | Олександр Долгополов Федеріко Дельбоніс Даніель Хімено-Травер Давид Феррер |
| 15 лютого | Open 13 Марсель, Франція Світовий Тур ATP 250 €665,910 – Хард (п) – 28S/16Q/16D Одиночний розряд – Парний розряд | Нік Киріос 6–2, 7–6(7–3) | Марин Чилич                                                                                                  | Бенуа Пер Томаш Бердих                 | Стен Вавринка Андрій Кузнєцов Рішар Гаске Давід Ґоффен                     |
| 15 лютого | Open 13 Марсель, Франція Світовий Тур ATP 250 €665,910 – Хард (п) – 28S/16Q/16D Одиночний розряд – Парний розряд | Мате Павич Майкл Вінус 6–2, 6–3 | Джонатан Ерліх Колін Флемінг                                                                                 | Бенуа Пер Томаш Бердих                 | Стен Вавринка Андрій Кузнєцов Рішар Гаске Давід Ґоффен                     |
| 15 лютого | Делрей-Біч Open Делрей-Біч, США Світовий Тур ATP 250 $576,900 – Хард – 32S/16Q/16D Одиночний розряд – Парний розряд | Сем Кверрі 6–4, 7–6(8–6) | Ражів Рам | Хуан Мартін дель Потро Григор Димитров | Тім Смичек Жеремі Шарді Адріан Маннаріно Бенжамін Бекер                    |
| 15 лютого | Делрей-Біч Open Делрей-Біч, США Світовий Тур ATP 250 $576,900 – Хард – 32S/16Q/16D Одиночний розряд – Парний розряд | Олівер Марах Фабріс Мартен 3–6, 7–6(9–7), [13–11] | Боб Браян Майк Браян                                                                                         | Хуан Мартін дель Потро Григор Димитров | Тім Смичек Жеремі Шарді Адріан Маннаріно Бенжамін Бекер                    |
| 22 лютого | Дубай Tennis Championships Дубай,, ОАЕ Світовий Тур ATP 500 $2,674,445 – Хард – 32S/16Q/16D/4Q Одиночний розряд – Парний розряд | Стен Вавринка 6–4, 7–6(15–13) | Маркос Багдатіс                                                                                              | Фелісіано Лопес Нік Киріос             | Новак Джокович Роберто Баутіста Аґут Томаш Бердих Філіпп Кольшрайбер       |
| 22 лютого | Дубай Tennis Championships Дубай,, ОАЕ Світовий Тур ATP 500 $2,674,445 – Хард – 32S/16Q/16D/4Q Одиночний розряд – Парний розряд | Сімоне Болеллі Андреас Сеппі 6–2, 3–6, [14–12] | Фелісіано Лопес Марк Лопес                                                                                   | Фелісіано Лопес Нік Киріос             | Новак Джокович Роберто Баутіста Аґут Томаш Бердих Філіпп Кольшрайбер       |
| 22 лютого | Mexican Open Акапулько, Мексика Світовий Тур ATP 500 $1,551,830 – Хард – 32S/16Q/16D/4Q Одиночний розряд – Парний розряд | Домінік Тім 7–6(8–6), 4–6, 6–3 | Бернард Томіч                                                                                                | Олександр Долгополов Сем Кверрі        | Робін Гаасе Ілля Марченко Григор Димитров Тейлор Фріц                      |
| 22 лютого | Mexican Open Акапулько, Мексика Світовий Тур ATP 500 $1,551,830 – Хард – 32S/16Q/16D/4Q Одиночний розряд – Парний розряд | Трет Х'юї Максим Мирний 7–6(7–5), 6–3 | Філіпп Пецшнер Александер Пея                                                                                | Олександр Долгополов Сем Кверрі        | Робін Гаасе Ілля Марченко Григор Димитров Тейлор Фріц                      |
| 22 лютого | Відкритий чемпіонат Бразилії Сан-Паулу, Бразилія Світовий Тур ATP 250 $499,055 – ґрунт – 28S/16Q/16D Одиночний розряд – Парний розряд | Пабло Куевас 7–6(7–4), 6–3 | Пабло Карреньо Буста                                                                                         | Душан Лайович Іньїго Сервантес         | Гаштан Еліаш Тьяго Монтейро Федеріко Дельбоніс Роберто Карбальєс Баена     |
| 22 лютого | Відкритий чемпіонат Бразилії Сан-Паулу, Бразилія Світовий Тур ATP 250 $499,055 – ґрунт – 28S/16Q/16D Одиночний розряд – Парний розряд | Хуліо Перальта Орасіо Себальйос 4–6, 6–1, [10–5] | Пабло Карреньо Буста Давід Марреро                                                                           | Душан Лайович Іньїго Сервантес         | Гаштан Еліаш Тьяго Монтейро Федеріко Дельбоніс Роберто Карбальєс Баена     |
| 29 лютого | Перше коло кубка Девіса Бірмінгем, Велика Британія – Хард (п) Белград, Сербія – Хард (п) Пезаро, Італія – ґрунт (п) Гданськ, Польща – Хард (п) Баї-Мао, Франція – ґрунт Ганновер, Німеччина – Хард (п) Куйонг, Австралія – Трава Льєж, Бельгія – ґрунт (п) | Перемогли в першому раунді Велика Британія 3–1 · Сербія 3–2 · Італія 5–0 · Аргентина 3–2 · Франція 5–0 · Чехія 3–2 · Сполучені Штати Америки 3–1 · Хорватія 3–2 | Програли в першому раунді Японія · Казахстан · Швейцарія · Польща · Канада · Німеччина · Австралія · Бельгія |                                        |                                                                            |

### Березень
| Тиждень               | Турнір | Чемпіони                                  | Фіналісти               | Півфіналісти                | Чвертьфіналісти                                         |
| --------------------- | --- | ----------------------------------------- | ----------------------- | --------------------------- | ------------------------------------------------------- |
| 7 березня 14 березня  | Індіан-Веллс Мастерс Індіан-Веллс, США Світовий Тур ATP Мастерс 1000 $7,037,595 – Хард – 96S/48Q/32D Одиночний розряд – Парний розряд | Новак Джокович 6–2, 6–0                   | Мілош Раоніч            | Рафаель Надаль Давід Ґоффен | Жо-Вілфрід Тсонга Кей Нісікорі Марин Чилич Гаель Монфіс |
| 7 березня 14 березня  | Індіан-Веллс Мастерс Індіан-Веллс, США Світовий Тур ATP Мастерс 1000 $7,037,595 – Хард – 96S/48Q/32D Одиночний розряд – Парний розряд | П'єр-Юг Ербер Ніколя Маю 6–3, 7–6(7–5)    | Вашек Поспішил Джек Сок | Рафаель Надаль Давід Ґоффен | Жо-Вілфрід Тсонга Кей Нісікорі Марин Чилич Гаель Монфіс |
| 21 березня 28 березня | Відкритий чемпіонат Маямі Маямі, США Світовий Тур ATP Мастерс 1000 $7,037,595 – Хард – 96S/48Q/32D Одиночний розряд – Парний розряд   | Новак Джокович 6–3, 6–3                   | Кей Нісікорі            | Давід Ґоффен Нік Киріос     | Томаш Бердих Жиль Сімон Мілош Раоніч Гаель Монфіс       |
| 21 березня 28 березня | Відкритий чемпіонат Маямі Маямі, США Світовий Тур ATP Мастерс 1000 $7,037,595 – Хард – 96S/48Q/32D Одиночний розряд – Парний розряд   | П'єр-Юг Ербер Ніколя Маю 5–7, 6–1, [10–7] | Равен Класен Ражів Рам  | Давід Ґоффен Нік Киріос     | Томаш Бердих Жиль Сімон Мілош Раоніч Гаель Монфіс       |

### Квітень
| Тиждень   | Турнір | Чемпіони                                         | Фіналісти                                | Півфіналісти                             | Чвертьфіналісти                                                           |
| --------- | --- | ------------------------------------------------ | ---------------------------------------- | ---------------------------------------- | ------------------------------------------------------------------------- |
| 4 квітня  | Ґрунтовий чемпіонат США Х'юстон, США Світовий Тур ATP 250 $577,860 – Ґрунт (Maroon) – 28S/16Q/16D Одиночний розряд – Парний розряд         | Хуан Монако 3–6, 6–3, 7–5                        | Джек Сок                                 | Джон Ізнер Фелісіано Лопес               | Хьон Чун Маркос Багдатіс Тім Смичек Сем Кверрі                            |
| 4 квітня  | Ґрунтовий чемпіонат США Х'юстон, США Світовий Тур ATP 250 $577,860 – Ґрунт (Maroon) – 28S/16Q/16D Одиночний розряд – Парний розряд         | Боб Браян Майк Браян 4–6, 6–3, [10–8]            | Віктор Естрелья Бургос Сантьяго Гонсалес | Джон Ізнер Фелісіано Лопес               | Хьон Чун Маркос Багдатіс Тім Смичек Сем Кверрі                            |
| 4 квітня  | Гран-прі Хассана II Марракеш, Марокко Світовий Тур ATP 250 €520,070 – ґрунт – 28S/16Q/16D Одиночний розряд – Парний розряд                 | Федеріко Дельбоніс 6–2, 6–4                      | Борна Чорич                              | Їржі Веселий Альберт Монтаньєс           | Гільєрмо Гарсія-Лопес Поль-Анрі Матьє Пабло Карреньо Буста Факундо Баньїс |
| 4 квітня  | Гран-прі Хассана II Марракеш, Марокко Світовий Тур ATP 250 €520,070 – ґрунт – 28S/16Q/16D Одиночний розряд – Парний розряд                 | Гільєрмо Дюран Максімо Гонсалес 6–2, 3–6, [10–6] | Марін Драганя Айсам-уль-Хак Куреші       | Їржі Веселий Альберт Монтаньєс           | Гільєрмо Гарсія-Лопес Поль-Анрі Матьє Пабло Карреньо Буста Факундо Баньїс |
| 11 квітня | Monte-Carlo Masters Монте-Карло, Monaco Світовий Тур ATP Мастерс 1000 €4,094,505 – ґрунт – 56S/28Q/24D Одиночний розряд – Парний розряд    | Рафаель Надаль 7–5, 5–7, 6–0                     | Гаель Монфіс                             | Жо-Вілфрід Тсонга Енді Маррей            | Марсель Гранольєрс Роджер Федерер Стен Вавринка Мілош Раоніч              |
| 11 квітня | Monte-Carlo Masters Монте-Карло, Monaco Світовий Тур ATP Мастерс 1000 €4,094,505 – ґрунт – 56S/28Q/24D Одиночний розряд – Парний розряд    | П'єр-Юг Ербер Ніколя Маю 4–6, 6–0, [10–6]        | Джеймі Маррей Бруно Соарес               | Жо-Вілфрід Тсонга Енді Маррей            | Марсель Гранольєрс Роджер Федерер Стен Вавринка Мілош Раоніч              |
| 18 квітня | Відкритий чемпіонат Барселони Барселона, Іспанія Світовий Тур ATP 500 €2,428,355 – ґрунт – 48S/24Q/16D/4Q Одиночний розряд – Парний розряд | Рафаель Надаль 6–4, 7–5                          | Кей Нісікорі                             | Філіпп Кольшрайбер Бенуа Пер             | Фабіо Фоніні Андрій Кузнєцов Малік Джазірі Олександр Долгополов           |
| 18 квітня | Відкритий чемпіонат Барселони Барселона, Іспанія Світовий Тур ATP 500 €2,428,355 – ґрунт – 48S/24Q/16D/4Q Одиночний розряд – Парний розряд | Боб Браян Майк Браян 7–5, 7–5                    | Пабло Куевас Марсель Гранольєрс          | Філіпп Кольшрайбер Бенуа Пер             | Фабіо Фоніні Андрій Кузнєцов Малік Джазірі Олександр Долгополов           |
| 18 квітня | Відкритий чемпіонат Бухареста Бухарест, Румунія Світовий Тур ATP 250 €520,070 – ґрунт – 28S/16Q/16D Одиночний розряд – Парний розряд       | Фернандо Вердаско 6–3, 6–2                       | Люка Пуй                                 | Гільєрмо Гарсія-Лопес Федеріко Дельбоніс | Робін Гаасе Гвідо Пелья Марко Чеккінато Паоло Лоренці                     |
| 18 квітня | Відкритий чемпіонат Бухареста Бухарест, Румунія Світовий Тур ATP 250 €520,070 – ґрунт – 28S/16Q/16D Одиночний розряд – Парний розряд       | Флорін Мерджа Горія Текеу 7–5, 6–4               | Кріс Гуччоне Андре Са                    | Гільєрмо Гарсія-Лопес Федеріко Дельбоніс | Робін Гаасе Гвідо Пелья Марко Чеккінато Паоло Лоренці                     |
| 25 квітня | Відкритий чемпіонат Ештуріла Ештуріл, Португалія Світовий Тур ATP 250 €520,070 – ґрунт – 28S/16Q/16D Одиночний розряд – Парний розряд      | Ніколас Альмагро 6–7(6–8), 7–6(7–5), 6–3         | Пабло Карреньо Буста                     | Бенуа Пер Нік Киріос                     | Жиль Сімон Гільєрмо Гарсія-Лопес Леонардо Маєр Борна Чорич                |
| 25 квітня | Відкритий чемпіонат Ештуріла Ештуріл, Португалія Світовий Тур ATP 250 €520,070 – ґрунт – 28S/16Q/16D Одиночний розряд – Парний розряд      | Ерік Буторак Скотт Ліпскі 6–4, 3–6, [10–8]       | Лукаш Кубот Марцін Матковський           | Бенуа Пер Нік Киріос                     | Жиль Сімон Гільєрмо Гарсія-Лопес Леонардо Маєр Борна Чорич                |
| 25 квітня | Bavarian Championships Мюнхен, Німеччина Світовий Тур ATP 250 €520,070 – ґрунт – 28S/16Q/16D Одиночний розряд – Парний розряд              | Філіпп Кольшрайбер 7–6(9–7), 4–6, 7–6(7–4)       | Домінік Тім                              | Олександр Звєрєв Фабіо Фоніні            | Давід Ґоффен Іван Додіг Хуан Мартін дель Потро Йозеф Ковалік              |
| 25 квітня | Bavarian Championships Мюнхен, Німеччина Світовий Тур ATP 250 €520,070 – ґрунт – 28S/16Q/16D Одиночний розряд – Парний розряд              | Генрі Контінен Джон Пірс 6–3, 3–6, [10–7]        | Хуан Себастьян Кабаль Роберт Фара        | Олександр Звєрєв Фабіо Фоніні            | Давід Ґоффен Іван Додіг Хуан Мартін дель Потро Йозеф Ковалік              |
| 25 квітня | Відкритий чемпіонат Стамбула Стамбул, Turkey Світовий Тур ATP 250 €483,080 – ґрунт – 28S/16Q/16D Одиночний розряд – Парний розряд          | Дієго Шварцман 6–7(5–7), 7–6(7–4), 6–0           | Григор Димитров                          | Федеріко Дельбоніс Іво Карлович          | Дамір Джумгур Альберт Рамос-Віньйолас Марсель Гранольєрс Їржі Веселий     |
| 25 квітня | Відкритий чемпіонат Стамбула Стамбул, Turkey Світовий Тур ATP 250 €483,080 – ґрунт – 28S/16Q/16D Одиночний розряд – Парний розряд          | Флавіо Чіполла Дуді Села 6–3, 5–7, [10–7]        | Андрес Мольтені Дієго Шварцман           | Федеріко Дельбоніс Іво Карлович          | Дамір Джумгур Альберт Рамос-Віньйолас Марсель Гранольєрс Їржі Веселий     |

### Травень
| Тиждень          | Турнір | Чемпіони                                           | Фіналісти                   | Півфіналісти                | Чвертьфіналісти                                                               |
| ---------------- | --- | -------------------------------------------------- | --------------------------- | --------------------------- | ----------------------------------------------------------------------------- |
| 2 травня         | Відкритий чемпіонат Мадрида Мадрид, Іспанія Світовий Тур ATP Мастерс 1000 €5,719,660 – ґрунт – 56S/28Q/24D Одиночний розряд – Парний розряд              | Новак Джокович 6–2, 3–6, 6–3                       | Енді Маррей                 | Кей Нісікорі Рафаель Надаль | Мілош Раоніч Нік Киріос Жуан Соуза Томаш Бердих                               |
| 2 травня         | Відкритий чемпіонат Мадрида Мадрид, Іспанія Світовий Тур ATP Мастерс 1000 €5,719,660 – ґрунт – 56S/28Q/24D Одиночний розряд – Парний розряд              | Жан-Жульєн Роєр Горія Текеу 6–4, 7–6(7–5)          | Роган Бопанна Флорін Мерджа | Кей Нісікорі Рафаель Надаль | Мілош Раоніч Нік Киріос Жуан Соуза Томаш Бердих                               |
| 9 травня         | Відкритий чемпіонат Італії Рим, Італія Світовий Тур ATP Мастерс 1000 €4,300,755 – ґрунт – 56S/28Q/24D Одиночний розряд – Парний розряд                   | Енді Маррей 6–3, 6–3                               | Новак Джокович              | Кей Нісікорі Люка Пуй       | Рафаель Надаль Домінік Тім Хуан Монако Давід Ґоффен                           |
| 9 травня         | Відкритий чемпіонат Італії Рим, Італія Світовий Тур ATP Мастерс 1000 €4,300,755 – ґрунт – 56S/28Q/24D Одиночний розряд – Парний розряд                   | Боб Браян Майк Браян 2–6, 6–3, [10–7]              | Вашек Поспішил Джек Сок     | Кей Нісікорі Люка Пуй       | Рафаель Надаль Домінік Тім Хуан Монако Давід Ґоффен                           |
| 16 травня        | Відкритий чемпіонат Женеви Женева, Швейцарія Світовий Тур ATP 250 €556,195 – ґрунт – 28S/16Q/16D Одиночний розряд – Парний розряд                        | Стен Вавринка 6–4, 7–6(13–11)                      | Марин Чилич                 | Лукаш Росол Давид Феррер    | Пабло Карреньо Буста Андрій Кузнєцов Федеріко Дельбоніс Гільєрмо Гарсія-Лопес |
| 16 травня        | Відкритий чемпіонат Женеви Женева, Швейцарія Світовий Тур ATP 250 €556,195 – ґрунт – 28S/16Q/16D Одиночний розряд – Парний розряд                        | Стів Джонсон Сем Кверрі 6–4, 6–1                   | Равен Класен Ражів Рам      | Лукаш Росол Давид Феррер    | Пабло Карреньо Буста Андрій Кузнєцов Федеріко Дельбоніс Гільєрмо Гарсія-Лопес |
| 16 травня        | Open de Nice Côte d'Azur Ніцца, Франція Світовий Тур ATP 250 €520,070 – ґрунт – 28S/16Q/16D Одиночний розряд – Парний розряд                             | Домінік Тім 6–4, 3–6, 6–0                          | Олександр Звєрєв            | Адріан Маннаріно Жуан Соуза | Андреас Сеппі Гвідо Пелья Кевін Андерсон Жиль Сімон                           |
| 16 травня        | Open de Nice Côte d'Azur Ніцца, Франція Світовий Тур ATP 250 €520,070 – ґрунт – 28S/16Q/16D Одиночний розряд – Парний розряд                             | Хуан Себастьян Кабаль Роберт Фара 4–6, 6–4, [10–8] | Мате Павич Майкл Вінус      | Адріан Маннаріно Жуан Соуза | Андреас Сеппі Гвідо Пелья Кевін Андерсон Жиль Сімон                           |
| 23 травня 30 May | Відкритий чемпіонат Франції Paris, Франція Великий шолом €14,880,000 – ґрунт 128S/128Q/64D/32X Одиночний розряд – Парний розряд – Змішаний парний розряд | Новак Джокович 3–6, 6–1, 6–2, 6–4                  | Енді Маррей                 | Домінік Тім Стен Вавринка   | Томаш Бердих Давід Ґоффен Альберт Рамос-Віньйолас Рішар Гаске                 |
| 23 травня 30 May | Відкритий чемпіонат Франції Paris, Франція Великий шолом €14,880,000 – ґрунт 128S/128Q/64D/32X Одиночний розряд – Парний розряд – Змішаний парний розряд | Фелісіано Лопес Марк Лопес 6–4, 6–7(6–8), 6–3      | Боб Браян Майк Браян        | Домінік Тім Стен Вавринка   | Томаш Бердих Давід Ґоффен Альберт Рамос-Віньйолас Рішар Гаске                 |
| 23 травня 30 May | Відкритий чемпіонат Франції Paris, Франція Великий шолом €14,880,000 – ґрунт 128S/128Q/64D/32X Одиночний розряд – Парний розряд – Змішаний парний розряд | Мартіна Хінгіс Леандер Паес 4–6, 6–4, [10–8]       | Саня Мірза Іван Додіг       | Домінік Тім Стен Вавринка   | Томаш Бердих Давід Ґоффен Альберт Рамос-Віньйолас Рішар Гаске                 |

### Червень
| Тиждень           | Турнір | Чемпіони                                         | Фіналісти                         | Півфіналісти                          | Чвертьфіналісти                                               |
| ----------------- | --- | ------------------------------------------------ | --------------------------------- | ------------------------------------- | ------------------------------------------------------------- |
| 6 червня          | Відкритий чемпіонат Штутгарта Штутгарт, Німеччина Світовий Тур ATP 250 €675,645 – Трава – 28S/16Q/16D Одиночний розряд – Парний розряд             | Домінік Тім 6–7(2–7), 6–4, 6–4                   | Філіпп Кольшрайбер                | Роджер Федерер Хуан Мартін дель Потро | Флоріан Маєр Михайло Южний Жиль Сімон Радек Штепанек          |
| 6 червня          | Відкритий чемпіонат Штутгарта Штутгарт, Німеччина Світовий Тур ATP 250 €675,645 – Трава – 28S/16Q/16D Одиночний розряд – Парний розряд             | Маркус Даніелл Артем Сітак 6–7(4–7), 6–4, [10–8] | Олівер Марах Фабріс Мартен        | Роджер Федерер Хуан Мартін дель Потро | Флоріан Маєр Михайло Южний Жиль Сімон Радек Штепанек          |
| 6 червня          | Rosmalen Трава Court Championships 'с-Гертогенбос, Нідерланди Світовий Тур ATP 250 €635,645 – Трава – 28S/16Q/16D Одиночний розряд – Парний розряд | Ніколя Маю 6–4, 6–4                              | Жіль Мюллер                       | Іво Карлович Сем Кверрі               | Давид Феррер Адріан Маннаріно Стефан Козлов Бернард Томіч     |
| 6 червня          | Rosmalen Трава Court Championships 'с-Гертогенбос, Нідерланди Світовий Тур ATP 250 €635,645 – Трава – 28S/16Q/16D Одиночний розряд – Парний розряд | Мате Павич Майкл Вінус 3–6, 6–3, [11–9]          | Домінік Інглот Равен Класен       | Іво Карлович Сем Кверрі               | Давид Феррер Адріан Маннаріно Стефан Козлов Бернард Томіч     |
| 13 червня         | Queen's Club Championships Лондон, Велика Британія Світовий Тур ATP 500 €1,928,610 – Трава – 32S/16Q/16D/4Q Одиночний розряд – Парний розряд       | Енді Маррей 6–7(5–7), 6–4, 6–3                   | Мілош Раоніч                      | Марин Чилич Бернард Томіч             | Кайл Едмунд Стів Джонсон Роберто Баутіста Аґут Жіль Мюллер    |
| 13 червня         | Queen's Club Championships Лондон, Велика Британія Світовий Тур ATP 500 €1,928,610 – Трава – 32S/16Q/16D/4Q Одиночний розряд – Парний розряд       | П'єр-Юг Ербер Ніколя Маю 6–3, 7–6(7–5)           | Кріс Гуччоне Андре Са             | Марин Чилич Бернард Томіч             | Кайл Едмунд Стів Джонсон Роберто Баутіста Аґут Жіль Мюллер    |
| 13 червня         | Відкритий чемпіонат Галле Галле, Німеччина Світовий Тур ATP 500 €1,826,275 – Трава – 32S/16Q/16D/4Q Одиночний розряд – Парний розряд               | Флоріан Маєр 6–2, 5–7, 6–3                       | Олександр Звєрєв                  | Роджер Федерер Домінік Тім            | Давід Ґоффен Маркос Багдатіс Філіпп Кольшрайбер Андреас Сеппі |
| 13 червня         | Відкритий чемпіонат Галле Галле, Німеччина Світовий Тур ATP 500 €1,826,275 – Трава – 32S/16Q/16D/4Q Одиночний розряд – Парний розряд               | Равен Класен Ражів Рам 7–6(7–5), 6–2             | Лукаш Кубот Александер Пея        | Роджер Федерер Домінік Тім            | Давід Ґоффен Маркос Багдатіс Філіпп Кольшрайбер Андреас Сеппі |
| 20 червня         | Відкритий чемпіонат Ноттінгема Ноттінгем, Велика Британія Світовий Тур ATP 250 €704,805 – Трава – 48S/16Q/16D Одиночний розряд – Парний розряд     | Стів Джонсон 7–6(7–5), 7–5                       | Пабло Куевас                      | Андреас Сеппі Жіль Мюллер             | Кевін Андерсон Дуді Села Олександр Долгополов Маркос Багдатіс |
| 20 червня         | Відкритий чемпіонат Ноттінгема Ноттінгем, Велика Британія Світовий Тур ATP 250 €704,805 – Трава – 48S/16Q/16D Одиночний розряд – Парний розряд     | Домінік Інглот Деніел Нестор 7–5, 7–6(7–4)       | Іван Додіг Марсело Мело           | Андреас Сеппі Жіль Мюллер             | Кевін Андерсон Дуді Села Олександр Долгополов Маркос Багдатіс |
| 27 червня 4 липня | Вімблдон Лондон, Велика Британія Великий шолом £13,163,000 – Трава 128S/128Q/64D/16Q/48X Одиночний розряд – Парний розряд – Змішаний парний розряд | Енді Маррей 6–4, 7–6(7–3), 7–6(7–2)              | Мілош Раоніч                      | Роджер Федерер Томаш Бердих           | Сем Кверрі Марин Чилич Люка Пуй Жо-Вілфрід Тсонга             |
| 27 червня 4 липня | Вімблдон Лондон, Велика Британія Великий шолом £13,163,000 – Трава 128S/128Q/64D/16Q/48X Одиночний розряд – Парний розряд – Змішаний парний розряд | П'єр-Юг Ербер Ніколя Маю 6–4, 7–6(7–1), 6–3      | Жульєн Беннето Едуар Роже-Васслен | Роджер Федерер Томаш Бердих           | Сем Кверрі Марин Чилич Люка Пуй Жо-Вілфрід Тсонга             |
| 27 червня 4 липня | Вімблдон Лондон, Велика Британія Великий шолом £13,163,000 – Трава 128S/128Q/64D/16Q/48X Одиночний розряд – Парний розряд – Змішаний парний розряд | Гезер Вотсон Генрі Контінен 7–6(7–5), 6–4        | Анна-Лена Гренефельд Роберт Фара  | Роджер Федерер Томаш Бердих           | Сем Кверрі Марин Чилич Люка Пуй Жо-Вілфрід Тсонга             |

### Липень
| Тиждень  | Турнір | Чемпіони                                                                                   | Фіналісти                                                                  | Півфіналісти                  | Чвертьфіналісти                                                                |
| -------- | --- | ------------------------------------------------------------------------------------------ | -------------------------------------------------------------------------- | ----------------------------- | ------------------------------------------------------------------------------ |
| 11 липня | Чвертьфінали кубка Девіса Белграл, Сербія – ґрунт Пезаро, Італія – ґрунт Тржінец, Чехія – Хард (п) Портленд, США – Хард                    | Перемогли у чвертьфіналах Велика Британія 3–2 · Аргентина 3–1 · Франція 3–1 · Хорватія 3–2 | Програли у чвертьфіналах Сербія · Італія · Чехія · Сполучені Штати Америки |                               |                                                                                |
| 11 липня | Відкритий чемпіонат Німеччини Гамбург, Німеччина Світовий Тур ATP 500 €1,514,495 – ґрунт – 32S/16Q/16D/4Q Одиночний розряд – Парний розряд | Мартін Кліжан 6–1, 6–4                                                                     | Пабло Куевас                                                               | Ренцо Оліво Стефан Робер      | Філіпп Кольшрайбер Поль-Анрі Матьє Гільєрмо Гарсія-Лопес Даніель Хімено-Травер |
| 11 липня | Відкритий чемпіонат Німеччини Гамбург, Німеччина Світовий Тур ATP 500 €1,514,495 – ґрунт – 32S/16Q/16D/4Q Одиночний розряд – Парний розряд | Генрі Контінен Джон Пірс 7–5, 6–3                                                          | Деніел Нестор Айсам-уль-Хак Куреші                                         | Ренцо Оліво Стефан Робер      | Філіпп Кольшрайбер Поль-Анрі Матьє Гільєрмо Гарсія-Лопес Даніель Хімено-Травер |
| 11 липня | Hall of Fame Tennis Championships Ньюпорт, США Світовий Тур ATP 250 $577,860 – Трава – 28S/16Q/16D Одиночний розряд – Парний розряд        | Іво Карлович 6–7(2–7), 7–6(7–5), 7–6(14–12)                                                | Жіль Мюллер                                                                | Дональд Янг Маркос Багдатіс   | Стів Джонсон Адріан Маннаріно Дуді Села Марко К'юдінеллі                       |
| 11 липня | Hall of Fame Tennis Championships Ньюпорт, США Світовий Тур ATP 250 $577,860 – Трава – 28S/16Q/16D Одиночний розряд – Парний розряд        | Сем Грот Кріс Гуччоне 6–4, 6–3                                                             | Джонатан Маррей Аділ Шамасдін                                              | Дональд Янг Маркос Багдатіс   | Стів Джонсон Адріан Маннаріно Дуді Села Марко К'юдінеллі                       |
| 11 липня | Відкритий чемпіонат Швеції Бостад, Швеція Світовий Тур ATP 250 €520,070 – ґрунт – 28S/16Q/16D Одиночний розряд – Парний розряд             | Альберт Рамос-Віньйолас 6–3, 6–4                                                           | Фернандо Вердаско                                                          | Давид Феррер Гаштан Еліаш     | Дастін Браун Андреа Арнабольді Факундо Баньїс Жуан Соуза                       |
| 11 липня | Відкритий чемпіонат Швеції Бостад, Швеція Світовий Тур ATP 250 €520,070 – ґрунт – 28S/16Q/16D Одиночний розряд – Парний розряд             | Марсель Гранольєрс Давід Марреро 6–2, 6–3                                                  | Маркус Даніелл Марсело Демолінер                                           | Давид Феррер Гаштан Еліаш     | Дастін Браун Андреа Арнабольді Факундо Баньїс Жуан Соуза                       |
| 18 липня | Відкритий чемпіонат Вашингтона Вашингтон, США Світовий Тур ATP 500 $1,877,705 – Хард – 48S/24Q/16D/4Q Одиночний розряд – Парний розряд     | Гаель Монфіс 5–7, 7–6(8–6), 6–4                                                            | Іво Карлович                                                               | Стів Джонсон Олександр Звєрєв | Джон Ізнер Джек Сок Бенуа Пер Сем Кверрі                                       |
| 18 липня | Відкритий чемпіонат Вашингтона Вашингтон, США Світовий Тур ATP 500 $1,877,705 – Хард – 48S/24Q/16D/4Q Одиночний розряд – Парний розряд     | Деніел Нестор Едуар Роже-Васслен 7–6(7–3), 7–6(7–4)                                        | Лукаш Кубот Александер Пея                                                 | Стів Джонсон Олександр Звєрєв | Джон Ізнер Джек Сок Бенуа Пер Сем Кверрі                                       |
| 18 липня | Swiss Open Гштаад, Швейцарія Світовий Тур ATP 250 €520,070 – ґрунт – 28S/16Q/16D Одиночний розряд – Парний розряд                          | Фелісіано Лопес 6–4, 7–5                                                                   | Робін Гаасе                                                                | Дастін Браун Поль-Анрі Матьє  | Еліяс Імер Михайло Южний Альберт Рамос-Віньйолас Тьяго Монтейро                |
| 18 липня | Swiss Open Гштаад, Швейцарія Світовий Тур ATP 250 €520,070 – ґрунт – 28S/16Q/16D Одиночний розряд – Парний розряд                          | Хуліо Перальта Орасіо Себальйос 7–6(7–2), 6–2                                              | Мате Павич Майкл Вінус                                                     | Дастін Браун Поль-Анрі Матьє  | Еліяс Імер Михайло Южний Альберт Рамос-Віньйолас Тьяго Монтейро                |
| 18 липня | Austrian Open Kitzbühel Кіцбюель, Австрія Світовий Тур ATP 250 €520,070 – ґрунт – 28S/16Q/16D Одиночний розряд – Парний розряд             | Паоло Лоренці 6–3, 6–4                                                                     | Ніколоз Басілашвілі                                                        | Геральд Мельцер Душан Лайович | Юрген Мельцер Ян-Леннард Штруфф Адам Павласек Карен Хачанов                    |
| 18 липня | Austrian Open Kitzbühel Кіцбюель, Австрія Світовий Тур ATP 250 €520,070 – ґрунт – 28S/16Q/16D Одиночний розряд – Парний розряд             | Веслі Колгоф Матве Мідделкоп 2–6, 6–3, [11–9]                                              | Денніс Новак Домінік Тім                                                   | Геральд Мельцер Душан Лайович | Юрген Мельцер Ян-Леннард Штруфф Адам Павласек Карен Хачанов                    |
| 18 липня | Відкритий чемпіонат Хорватії Умаг, Хорватія Світовий Тур ATP 250 €520,070 – ґрунт – 28S/16Q/16D Одиночний розряд – Парний розряд           | Фабіо Фоніні 6–4, 6–1                                                                      | Андрей Мартін                                                              | Гаштан Еліаш Карлос Берлок    | Пабло Карреньо Буста Дамір Джумгур Жеремі Шарді Жуан Соуза                     |
| 18 липня | Відкритий чемпіонат Хорватії Умаг, Хорватія Світовий Тур ATP 250 €520,070 – ґрунт – 28S/16Q/16D Одиночний розряд – Парний розряд           | Мартін Кліжан Давід Марреро 6–4, 6–2                                                       | Нікола Мектич Антоніо Шанчич                                               | Гаштан Еліаш Карлос Берлок    | Пабло Карреньо Буста Дамір Джумгур Жеремі Шарді Жуан Соуза                     |
| 25 липня | Відкритий чемпіонат Канади Торонто, Канада Світовий Тур ATP Мастерс 1000 $4,691,730 – Хард – 56S/24Q/24D Одиночний розряд – Парний розряд  | Новак Джокович 6–3, 7–5                                                                    | Кей Нісікорі                                                               | Гаель Монфіс Стен Вавринка    | Томаш Бердих Мілош Раоніч Григор Димитров Кевін Андерсон                       |
| 25 липня | Відкритий чемпіонат Канади Торонто, Канада Світовий Тур ATP Мастерс 1000 $4,691,730 – Хард – 56S/24Q/24D Одиночний розряд – Парний розряд  | Іван Додіг Марсело Мело 6–4, 6–4                                                           | Джеймі Маррей Бруно Соарес                                                 | Гаель Монфіс Стен Вавринка    | Томаш Бердих Мілош Раоніч Григор Димитров Кевін Андерсон                       |

### Серпень
| Тиждень             | Турнір | Чемпіони                                                   | Фіналісти                                  | Півфіналісти                            | Півфіналісти                       | Чвертьфіналісти                                                      |
| ------------------- | --- | ---------------------------------------------------------- | ------------------------------------------ | --------------------------------------- | ---------------------------------- | -------------------------------------------------------------------- |
| 1 серпня            | Атланта Tennis Championships Атланта, США Світовий Тур ATP 250 $693,425 – Хард – 28S/16Q/16D Одиночний розряд – Парний розряд                       | Нік Киріос 7–6(7–3), 7–6(7–4)                              | Джон Ізнер                                 | Рейллі Опелка Йосіхіто Нісіока          | Рейллі Опелка Йосіхіто Нісіока     | Тейлор Фріц Дональд Янг Орасіо Себальйос Фернандо Вердаско           |
| 1 серпня            | Атланта Tennis Championships Атланта, США Світовий Тур ATP 250 $693,425 – Хард – 28S/16Q/16D Одиночний розряд – Парний розряд                       | Андрес Мольтені Орасіо Себальйос 7–6(7–2), 6–4             | Юган Брунстрем Андреас Сільєстрем          | Рейллі Опелка Йосіхіто Нісіока          | Рейллі Опелка Йосіхіто Нісіока     | Тейлор Фріц Дональд Янг Орасіо Себальйос Фернандо Вердаско           |
| 8 серпня            | Літні Олімпійські ігри Ріо-де-Жанейро, Бразилія Літні Олімпійські ігри Хард – 64S/32D/16X Одиночний розряд – Парний розряд – Змішаний парний розряд | Золото                                                     | Срібло                                     | Бронза                                  | Четверте місце                     | Чвертьфіналісти                                                      |
| 8 серпня            | Літні Олімпійські ігри Ріо-де-Жанейро, Бразилія Літні Олімпійські ігри Хард – 64S/32D/16X Одиночний розряд – Парний розряд – Змішаний парний розряд | Енді Маррей 7–5, 4–6, 6–2, 7–5                             | Хуан Мартін дель Потро                     | Кей Нісікорі 6–2, 6–7(1–7), 6–3         | Рафаель Надаль                     | Роберто Баутіста Аґут Томас Беллуччі Гаель Монфіс Стів Джонсон       |
| 8 серпня            | Літні Олімпійські ігри Ріо-де-Жанейро, Бразилія Літні Олімпійські ігри Хард – 64S/32D/16X Одиночний розряд – Парний розряд – Змішаний парний розряд | Марк Лопес Рафаель Надаль 6–2, 3–6, 6–4                    | Флорін Мерджа Горія Текеу                  | Стів Джонсон Джек Сок 6–2, 6–4          | Деніел Нестор Вашек Поспішил       | Роберто Баутіста Аґут Томас Беллуччі Гаель Монфіс Стів Джонсон       |
| 8 серпня            | Літні Олімпійські ігри Ріо-де-Жанейро, Бразилія Літні Олімпійські ігри Хард – 64S/32D/16X Одиночний розряд – Парний розряд – Змішаний парний розряд | Бетані Маттек-Сендс Джек Сок 6–7(3–7), 6–1, [10–7]         | Вінус Вільямс Ражів Рам                    | Луціє Градецька Радек Штепанек 6–1, 7–5 | Саня Мірза Роган Бопанна           | Роберто Баутіста Аґут Томас Беллуччі Гаель Монфіс Стів Джонсон       |
| 8 серпня            | Los Cabos Open Кабо-Сан-Лукас, Мексика Світовий Тур ATP 250 $808,995 – Хард – 28S/16Q/16D Одиночний розряд – Парний розряд                          | Іво Карлович 7–6(7–5), 6–2                                 | Фелісіано Лопес                            | Пабло Карреньо Буста Душан Лайович      | Пабло Карреньо Буста Душан Лайович | Жульєн Беннето Сантьяго Хіральдо Марсель Гранольєрс Ніколас Альмагро |
| 8 серпня            | Los Cabos Open Кабо-Сан-Лукас, Мексика Світовий Тур ATP 250 $808,995 – Хард – 28S/16Q/16D Одиночний розряд – Парний розряд                          | Пурав Раджа Дівідж Шаран 7–6(7–4), 7–6(7–3)                | Джонатан Ерліх Кен Скупскі                 | Пабло Карреньо Буста Душан Лайович      | Пабло Карреньо Буста Душан Лайович | Жульєн Беннето Сантьяго Хіральдо Марсель Гранольєрс Ніколас Альмагро |
| 15 серпня           | Цинциннаті Мастерс Цинциннаті, США Світовий Тур ATP Мастерс 1000 $5,004,505 – Хард – 56S/24Q/24D Одиночний розряд – Парний розряд                   | Марин Чилич 6–4, 7–5                                       | Енді Маррей                                | Мілош Раоніч Григор Димитров            | Мілош Раоніч Григор Димитров       | Бернард Томіч Домінік Тім Борна Чорич Стів Джонсон                   |
| 15 серпня           | Цинциннаті Мастерс Цинциннаті, США Світовий Тур ATP Мастерс 1000 $5,004,505 – Хард – 56S/24Q/24D Одиночний розряд – Парний розряд                   | Іван Додіг Марсело Мело 7–6(7–5), 6–7(5–7), [10–6]         | Жан-Жульєн Роєр Горія Текеу                | Мілош Раоніч Григор Димитров            | Мілош Раоніч Григор Димитров       | Бернард Томіч Домінік Тім Борна Чорич Стів Джонсон                   |
| 22 серпня           | Відкритий чемпіонат Вінстон-Сейлема Вінстон-Сейлем, США Світовий Тур ATP 250 $720,940 – Хард – 48S/16Q/16D Одиночний розряд – Парний розряд         | Пабло Карреньо Буста 6–7(6–8), 7–6(7–1), 6–4               | Роберто Баутіста Аґут                      | Джон Міллман Віктор Троїцький           | Джон Міллман Віктор Троїцький      | Рішар Гаске Андрій Кузнєцов Фернандо Вердаско Лу Єн-Сун              |
| 22 серпня           | Відкритий чемпіонат Вінстон-Сейлема Вінстон-Сейлем, США Світовий Тур ATP 250 $720,940 – Хард – 48S/16Q/16D Одиночний розряд – Парний розряд         | Гільєрмо Гарсія-Лопес Генрі Контінен 4–6, 7–6(8–6), [10–8] | Андре Бегеманн Леандер Паес                | Джон Міллман Віктор Троїцький           | Джон Міллман Віктор Троїцький      | Рішар Гаске Андрій Кузнєцов Фернандо Вердаско Лу Єн-Сун              |
| 29 серпня 5 вересня | Відкритий чемпіонат США Нью-Йорк, США Великий шолом $22,112,700 – Хард 128S/128Q/64D/32X Одиночний розряд – Парний розряд – Змішаний парний розряд  | Стен Вавринка 6–7(1–7), 6–4, 7–5, 6–3                      | Новак Джокович                             | Гаель Монфіс Кей Нісікорі               | Гаель Монфіс Кей Нісікорі          | Жо-Вілфрід Тсонга Люка Пуй Хуан Мартін дель Потро Енді Маррей        |
| 29 серпня 5 вересня | Відкритий чемпіонат США Нью-Йорк, США Великий шолом $22,112,700 – Хард 128S/128Q/64D/32X Одиночний розряд – Парний розряд – Змішаний парний розряд  | Джеймі Маррей Бруно Соарес 6–2, 6–3                        | Пабло Карреньо Буста Гільєрмо Гарсія-Лопес | Гаель Монфіс Кей Нісікорі               | Гаель Монфіс Кей Нісікорі          | Жо-Вілфрід Тсонга Люка Пуй Хуан Мартін дель Потро Енді Маррей        |
| 29 серпня 5 вересня | Відкритий чемпіонат США Нью-Йорк, США Великий шолом $22,112,700 – Хард 128S/128Q/64D/32X Одиночний розряд – Парний розряд – Змішаний парний розряд  | Лаура Зігемунд Мате Павич 6–4, 6–4                         | Коко Вандевей Ражів Рам                    | Гаель Монфіс Кей Нісікорі               | Гаель Монфіс Кей Нісікорі          | Жо-Вілфрід Тсонга Люка Пуй Хуан Мартін дель Потро Енді Маррей        |

### Вересень
| Тиждень    | Турнір | Чемпіони                                            | Фіналісти                                       | Півфіналісти                       | Чвертьфіналісти                                           |
| ---------- | --- | --------------------------------------------------- | ----------------------------------------------- | ---------------------------------- | --------------------------------------------------------- |
| 12 вересня | Півфінали кубка Девіса Глазго, Велика Британія – Хард (п) Задар, Хорватія – Хард (п)                                                                | Перемогли в півфіналах Аргентина 3–2 · Хорватія 3–2 | Програли в півфіналах Велика Британія · Франція |                                    |                                                           |
| 19 вересня | Відкритий чемпіонат Санкт-Петербурга Санкт-Петербург, Росія Світовий Тур ATP 250 $986,380 – Хард (п) – 28S/16Q/16D Одиночний розряд – Парний розряд | Олександр Звєрєв 6–2, 3–6, 7–5                      | Стен Вавринка                                   | Роберто Баутіста Аґут Томаш Бердих | Віктор Троїцький Жуан Соуза Паоло Лоренці Михайло Южний   |
| 19 вересня | Відкритий чемпіонат Санкт-Петербурга Санкт-Петербург, Росія Світовий Тур ATP 250 $986,380 – Хард (п) – 28S/16Q/16D Одиночний розряд – Парний розряд | Домінік Інглот Генрі Контінен 4–6, 6–3, [12–10]     | Андре Бегеманн Леандер Паес                     | Роберто Баутіста Аґут Томаш Бердих | Віктор Троїцький Жуан Соуза Паоло Лоренці Михайло Южний   |
| 19 вересня | Open de Moselle Мец, Франція Світовий Тур ATP 250 €520,070 – Хард (п) – 28S/16Q/16D Одиночний розряд – Парний розряд                                | Люка Пуй 7–6(7–5), 6–2                              | Домінік Тім                                     | Жиль Сімон Давід Ґоффен            | Жіль Мюллер Малік Джазірі Жульєн Беннето Ніколя Маю       |
| 19 вересня | Open de Moselle Мец, Франція Світовий Тур ATP 250 €520,070 – Хард (п) – 28S/16Q/16D Одиночний розряд – Парний розряд                                | Хуліо Перальта Орасіо Себальйос 6–3, 7–6(7–4)       | Мате Павич Майкл Вінус                          | Жиль Сімон Давід Ґоффен            | Жіль Мюллер Малік Джазірі Жульєн Беннето Ніколя Маю       |
| 26 вересня | Відкритий чемпіонат Ченду Ченду, Китай Світовий Тур ATP 250 $947,735 – Хард – 28S/16Q/16D Одиночний розряд – Парний розряд                          | Карен Хачанов 6−7(4−7), 7−6(7−3), 6−3               | Альберт Рамос-Віньйолас                         | Григор Димитров Віктор Троїцький   | Домінік Тім Дієго Шварцман Фелісіано Лопес Кевін Андерсон |
| 26 вересня | Відкритий чемпіонат Ченду Ченду, Китай Світовий Тур ATP 250 $947,735 – Хард – 28S/16Q/16D Одиночний розряд – Парний розряд                          | Равен Класен Ражів Рам 7–6(7–2), 7–5                | Пабло Карреньо Буста Маріуш Фирстенберг         | Григор Димитров Віктор Троїцький   | Домінік Тім Дієго Шварцман Фелісіано Лопес Кевін Андерсон |
| 26 вересня | Відкритий чемпіонат Шеньчженя Шеньчжень, Китай Світовий Тур ATP 250 $704,140 – Хард – 28S/16Q/16D Одиночний розряд – Парний розряд                  | Томаш Бердих 7−6(7−5), 6−7(2−7), 6–3                | Рішар Гаске                                     | Томас Беллуччі Янко Типсаревич     | Їржі Веселий Бернард Томіч Міша Зверєв Малік Джазірі      |
| 26 вересня | Відкритий чемпіонат Шеньчженя Шеньчжень, Китай Світовий Тур ATP 250 $704,140 – Хард – 28S/16Q/16D Одиночний розряд – Парний розряд                  | Фабіо Фоніні Роберт Ліндстедт 7–6(7–4), 6–3         | Олівер Марах Фабріс Мартен                      | Томас Беллуччі Янко Типсаревич     | Їржі Веселий Бернард Томіч Міша Зверєв Малік Джазірі      |

### Жовтень
| Тиждень   | Турнір | Чемпіони                                                  | Фіналісти                    | Півфіналісти                     | Чвертьфіналісти                                                                    |
| --------- | --- | --------------------------------------------------------- | ---------------------------- | -------------------------------- | ---------------------------------------------------------------------------------- |
| 3 жовтня  | Відкритий чемпіонат Китаю Пекін, Китай Світовий Тур ATP 500 $4,164,780 – Хард – 32S/16Q/16D/4Q Одиночний розряд – Парний розряд          | Енді Маррей 6−4, 7−6(7−2)                                 | Григор Димитров              | Давид Феррер Мілош Раоніч        | Кайл Едмунд Олександр Звєрєв Пабло Карреньо Буста Рафаель Надаль                   |
| 3 жовтня  | Відкритий чемпіонат Китаю Пекін, Китай Світовий Тур ATP 500 $4,164,780 – Хард – 32S/16Q/16D/4Q Одиночний розряд – Парний розряд          | Пабло Карреньо Буста Рафаель Надаль 6−7(6−8), 6−2, [10−8] | Джек Сок Бернард Томіч       | Давид Феррер Мілош Раоніч        | Кайл Едмунд Олександр Звєрєв Пабло Карреньо Буста Рафаель Надаль                   |
| 3 жовтня  | Відкритий чемпіонат Японії Токіо, Японія Світовий Тур ATP 500 $1,506,835 – Хард – 32S/16Q/16D/4Q Одиночний розряд – Парний розряд        | Нік Киріос 4−6, 6−3, 7−5                                  | Давід Ґоффен                 | Марин Чилич Гаель Монфіс         | Жуан Соуза Хуан Монако Жіль Мюллер Іво Карлович                                    |
| 3 жовтня  | Відкритий чемпіонат Японії Токіо, Японія Світовий Тур ATP 500 $1,506,835 – Хард – 32S/16Q/16D/4Q Одиночний розряд – Парний розряд        | Марсель Гранольєрс Марцін Матковський 6−2, 7−6(7−4)       | Равен Класен Ражів Рам       | Марин Чилич Гаель Монфіс         | Жуан Соуза Хуан Монако Жіль Мюллер Іво Карлович                                    |
| 10 жовтня | Шанхай Мастерс Шанхай, Китай Світовий Тур ATP Мастерс 1000 $7,655,640 – Хард – 56S/28Q/24D Одиночний розряд – Парний розряд              | Енді Маррей 7−6(7−1), 6−1                                 | Роберто Баутіста Аґут        | Новак Джокович Жиль Сімон        | Міша Зверєв Жо-Вілфрід Тсонга Джек Сок Давід Ґоффен                                |
| 10 жовтня | Шанхай Мастерс Шанхай, Китай Світовий Тур ATP Мастерс 1000 $7,655,640 – Хард – 56S/28Q/24D Одиночний розряд – Парний розряд              | Джон Ізнер Джек Сок 6−4, 6−4                              | Генрі Контінен Джон Пірс     | Новак Джокович Жиль Сімон        | Міша Зверєв Жо-Вілфрід Тсонга Джек Сок Давід Ґоффен                                |
| 17 жовтня | Кубок Кремля Москва, Росія Світовий Тур ATP 250 $792,645 – Хард (п) – 28S/16Q/16D Одиночний розряд – Парний розряд                       | Пабло Карреньо Буста 4–6, 6–3, 6–2                        | Фабіо Фоніні                 | Стефан Робер Філіпп Кольшрайбер  | Олександр Бублик Медведєв Данило Сергійович Томас Беллуччі Альберт Рамос-Віньйолас |
| 17 жовтня | Кубок Кремля Москва, Росія Світовий Тур ATP 250 $792,645 – Хард (п) – 28S/16Q/16D Одиночний розряд – Парний розряд                       | Хуан Себастьян Кабаль Роберт Фара 7−5, 4−6, [10−5]        | Юліан Ноул Юрген Мельцер     | Стефан Робер Філіпп Кольшрайбер  | Олександр Бублик Медведєв Данило Сергійович Томас Беллуччі Альберт Рамос-Віньйолас |
| 17 жовтня | Відкритий чемпіонат Європи Антверпен, Бельгія Світовий Тур ATP 250 €635,645 – Хард (п) – 28S/16Q/16D Одиночний розряд – Парний розряд    | Рішар Гаске 7–6(7–4), 6–1                                 | Дієго Шварцман               | Давід Ґоффен Кайл Едмунд         | Маріус Копіл Пабло Куевас Ян-Леннард Штруфф Андреас Сеппі                          |
| 17 жовтня | Відкритий чемпіонат Європи Антверпен, Бельгія Світовий Тур ATP 250 €635,645 – Хард (п) – 28S/16Q/16D Одиночний розряд – Парний розряд    | Деніел Нестор Едуар Роже-Васслен 6−4, 6−4                 | П'єр-Юг Ербер Ніколя Маю     | Давід Ґоффен Кайл Едмунд         | Маріус Копіл Пабло Куевас Ян-Леннард Штруфф Андреас Сеппі                          |
| 17 жовтня | Відкритий чемпіонат Стокгольма Стокгольм, Швеція Світовий Тур ATP 250 €635,645 – Хард (п) – 28S/16Q/16D Одиночний розряд – Парний розряд | Хуан Мартін дель Потро 7–5, 6–1                           | Джек Сок                     | Олександр Звєрєв Григор Димитров | Гаштан Еліаш Тобіас Камке Іво Карлович Кевін Андерсон                              |
| 17 жовтня | Відкритий чемпіонат Стокгольма Стокгольм, Швеція Світовий Тур ATP 250 €635,645 – Хард (п) – 28S/16Q/16D Одиночний розряд – Парний розряд | Еліяс Імер Мікаель Імер 6−1, 6−1                          | Мате Павич Майкл Вінус       | Олександр Звєрєв Григор Димитров | Гаштан Еліаш Тобіас Камке Іво Карлович Кевін Андерсон                              |
| 24 жовтня | Відкритий чемпіонат Відня Відень, Австрія Світовий Тур ATP 500 €2,467,310 – Хард (п) – 32S/16Q/16D/4Q Одиночний розряд – Парний розряд   | Енді Маррей 6–3, 7–6(8–6)                                 | Жо-Вілфрід Тсонга            | Давид Феррер Іво Карлович        | Джон Ізнер Віктор Троїцький Альберт Рамос-Віньйолас Карен Хачанов                  |
| 24 жовтня | Відкритий чемпіонат Відня Відень, Австрія Світовий Тур ATP 500 €2,467,310 – Хард (п) – 32S/16Q/16D/4Q Одиночний розряд – Парний розряд   | Лукаш Кубот Марсело Мело 4–6, 6–3, [13–11]                | Олівер Марах Фабріс Мартен   | Давид Феррер Іво Карлович        | Джон Ізнер Віктор Троїцький Альберт Рамос-Віньйолас Карен Хачанов                  |
| 24 жовтня | Swiss Indoors Базель, Швейцарія Світовий Тур ATP 500 €2,151,985 – Хард (п) – 32S/16Q/16D/4Q Одиночний розряд – Парний розряд             | Марин Чилич 6–1, 7–6(7–5)                                 | Кей Нісікорі                 | Міша Зверєв Жіль Мюллер          | Стен Вавринка Марсель Гранольєрс Хуан Мартін дель Потро Федеріко Дельбоніс         |
| 24 жовтня | Swiss Indoors Базель, Швейцарія Світовий Тур ATP 500 €2,151,985 – Хард (п) – 32S/16Q/16D/4Q Одиночний розряд – Парний розряд             | Марсель Гранольєрс Джек Сок 6−3, 6−4                      | Роберт Ліндстедт Майкл Вінус | Міша Зверєв Жіль Мюллер          | Стен Вавринка Марсель Гранольєрс Хуан Мартін дель Потро Федеріко Дельбоніс         |
| 31 жовтня | Париж Мастерс Paris, Франція Світовий Тур ATP Мастерс 1000 €4,300,755 – Хард (п) – 48S/24Q/24D Одиночний розряд – Парний розряд          | Енді Маррей 6–3, 6–7(4–7), 6–4                            | Джон Ізнер                   | Марин Чилич Мілош Раоніч         | Новак Джокович Джек Сок Жо-Вілфрід Тсонга Томаш Бердих                             |
| 31 жовтня | Париж Мастерс Paris, Франція Світовий Тур ATP Мастерс 1000 €4,300,755 – Хард (п) – 48S/24Q/24D Одиночний розряд – Парний розряд          | Генрі Контінен Джон Пірс 6−4, 3−6, [10−6]                 | П'єр-Юг Ербер Ніколя Маю     | Марин Чилич Мілош Раоніч         | Новак Джокович Джек Сок Жо-Вілфрід Тсонга Томаш Бердих                             |

### Листопад
| Тиждень      | Турнір | Чемпіони                                  | Фіналісти                | Півфіналісти              | Чвертьфіналісти                                                                 |
| ------------ | --- | ----------------------------------------- | ------------------------ | ------------------------- | ------------------------------------------------------------------------------- |
| 7 листопада  | Турнірів не заплановано. | Турнірів не заплановано.                  | Турнірів не заплановано. | Турнірів не заплановано.  | Турнірів не заплановано.                                                        |
| 14 листопада | Фінал Світового Туру ATP Лондон, Велика Британія Фінал Світового Туру ATP $7,500,000 – Хард (п) – 8S/8D (RR) Одиночний розряд – Парний розряд | Енді Маррей 6−3, 6−4                      | Новак Джокович           | Мілош Раоніч Кей Нісікорі | Круговий турнір Гаель Монфіс Марин Чилич Давід Ґоффен Домінік Тім Стен Вавринка |
| 14 листопада | Фінал Світового Туру ATP Лондон, Велика Британія Фінал Світового Туру ATP $7,500,000 – Хард (п) – 8S/8D (RR) Одиночний розряд – Парний розряд | Генрі Контінен Джон Пірс 2–6, 6–1, [10–8] | Равен Класен Ражів Рам   | Мілош Раоніч Кей Нісікорі | Круговий турнір Гаель Монфіс Марин Чилич Давід Ґоффен Домінік Тім Стен Вавринка |
| 21 листопада | Фінал кубка Девіса Загреб, Хорватія – Хард (п)                                                                                                | Аргентина · 3–2                           | Хорватія                 |                           |                                                                                 |

## Статистична інформація
Ці таблиці показують кількість виграних турнірів кожним окремим гравцем та представниками різних країн. Враховані одиночні (S), парні (D) та змішані (X) титули на турнірах усіх рівнів: Великий шолом, теніс на літніх Олімпійських іграх 2016, Підсумковий, Мастерс, 500, 250. Гравців і країни розподілено за такими показниками:
1. Загальна кількість титулів (титул в парному розряді, виграний двома тенісистами, які представляють одну й ту саму країну, зараховано як  лише один виграш для країни);
2. Сумарна цінність усіх виграних титулів (одна перемога на турнірі Великого шолома, дорівнює двом перемогам на турнірі Мастерс 1000, одна перемога на Фіналі Світового Туру ATP дорівнює півтора перемогам на турнірі Мастерс 1000, один Мастерс 1000 дорівнює двом Мастерс 500, один Мастерс 500 дорівнює двом Мастерс 250);
3. Ієрархія розрядів: одиночний > парний > змішаний;
4. Алфавітний порядок (для гравців за прізвищем).

### Легенда
| Турніри Великого шолома       |
| Літні Олімпійські ігри        |
| Фінал Світового Туру ATP      |
| Світовий Тур ATP Мастерс 1000 |
| Світовий Тур ATP 500          |
| Світовий Тур ATP 250          |

### Титули окремих гравців
| Загалом | Гравець                       | S | D | X | S | D | X | S | D | S | D | S | D | S | D | S | D | X |
| ------- | ----------------------------- | - | - | - | - | - | - | - | - | - | - | - | - | - | - | - | - | - |
| 9       | Енді Маррей (GBR)             | ● |   |   | ● |   |   | ● |   | ● |   | ● |   |   |   | 9 | 0 | 0 |
| 8       | Генрі Контінен (FIN)          |   |   | ● |   |   |   |   | ● |   | ● |   | ● |   | ● | 0 | 7 | 1 |
| 7       | Новак Джокович (SRB)          | ● |   |   |   |   |   |   |   | ● |   |   |   | ● |   | 7 | 0 | 0 |
| 7       | Ніколя Маю (FRA)              |   | ● |   |   |   |   |   |   |   | ● |   | ● | ● |   | 1 | 6 | 0 |
| 5       | П'єр-Юг Ербер (FRA)           |   | ● |   |   |   |   |   |   |   | ● |   | ● |   |   | 0 | 5 | 0 |
| 5       | Мате Павич (CRO)              |   |   | ● |   |   |   |   |   |   |   |   |   |   | ● | 0 | 4 | 1 |
| 5       | Джон Пірс (AUS)               |   |   |   |   |   |   |   | ● |   | ● |   | ● |   | ● | 0 | 5 | 0 |
| 4       | Стен Вавринка (SUI)           | ● |   |   |   |   |   |   |   |   |   | ● |   | ● |   | 4 | 0 | 0 |
| 4       | Бруно Соарес (BRA)            |   | ● | ● |   |   |   |   |   |   |   |   |   |   | ● | 0 | 3 | 1 |
| 4       | Рафаель Надаль (ESP)          |   |   |   |   | ● |   |   |   | ● |   | ● | ● |   |   | 2 | 2 | 0 |
| 4       | Домінік Тім (AUT)             |   |   |   |   |   |   |   |   |   |   | ● |   | ● |   | 4 | 0 | 0 |
| 4       | Пабло Карреньо Буста (ESP)    |   |   |   |   |   |   |   |   |   |   |   | ● | ● | ● | 2 | 2 | 0 |
| 4       | Хуан Себастьян Кабаль (COL)   |   |   |   |   |   |   |   |   |   |   |   | ● |   | ● | 0 | 4 | 0 |
| 4       | Роберт Фара (COL)             |   |   |   |   |   |   |   |   |   |   |   | ● |   | ● | 0 | 4 | 0 |
| 4       | Майкл Вінус (NZL)             |   |   |   |   |   |   |   |   |   |   |   |   |   | ● | 0 | 4 | 0 |
| 4       | Орасіо Себальйос (ARG)        |   |   |   |   |   |   |   |   |   |   |   |   |   | ● | 0 | 4 | 0 |
| 3       | Джеймі Маррей (GBR)           |   | ● |   |   |   |   |   |   |   |   |   |   |   | ● | 0 | 3 | 0 |
| 3       | Марк Лопес (ESP)              |   | ● |   |   | ● |   |   |   |   |   |   |   |   | ● | 0 | 3 | 0 |
| 3       | Фелісіано Лопес (ESP)         |   | ● |   |   |   |   |   |   |   |   |   |   | ● | ● | 1 | 2 | 0 |
| 3       | Джек Сок (USA)                |   |   |   |   |   | ● |   |   |   | ● |   | ● |   |   | 0 | 2 | 1 |
| 3       | Марсело Мело (BRA)            |   |   |   |   |   |   |   |   |   | ● |   | ● |   |   | 0 | 3 | 0 |
| 3       | Боб Браян (USA)               |   |   |   |   |   |   |   |   |   | ● |   | ● |   | ● | 0 | 3 | 0 |
| 3       | Майк Браян (USA)              |   |   |   |   |   |   |   |   |   | ● |   | ● |   | ● | 0 | 3 | 0 |
| 3       | Мартін Кліжан (SVK)           |   |   |   |   |   |   |   |   |   |   | ● |   |   | ● | 2 | 1 | 0 |
| 3       | Нік Киріос (AUS)              |   |   |   |   |   |   |   |   |   |   | ● |   | ● |   | 3 | 0 | 0 |
| 3       | Марсель Гранольєрс (ESP)      |   |   |   |   |   |   |   |   |   |   |   | ● |   | ● | 0 | 3 | 0 |
| 3       | Деніел Нестор (CAN)           |   |   |   |   |   |   |   |   |   |   |   | ● |   | ● | 0 | 3 | 0 |
| 3       | Хуліо Перальта (CHI)          |   |   |   |   |   |   |   |   |   |   |   |   |   | ● | 0 | 3 | 0 |
| 2       | Іван Додіг (CRO)              |   |   |   |   |   |   |   |   |   | ● |   |   |   |   | 0 | 2 | 0 |
| 2       | Марин Чилич (CRO)             |   |   |   |   |   |   |   |   | ● |   | ● |   |   |   | 2 | 0 | 0 |
| 2       | Горія Текеу (ROU)             |   |   |   |   |   |   |   |   |   | ● |   |   |   | ● | 0 | 2 | 0 |
| 2       | Пабло Куевас (URU)            |   |   |   |   |   |   |   |   |   |   | ● |   | ● |   | 2 | 0 | 0 |
| 2       | Равен Класен (RSA)            |   |   |   |   |   |   |   |   |   |   |   | ● |   | ● | 0 | 2 | 0 |
| 2       | Ражів Рам (USA)               |   |   |   |   |   |   |   |   |   |   |   | ● |   | ● | 0 | 2 | 0 |
| 2       | Едуар Роже-Васслен (FRA)      |   |   |   |   |   |   |   |   |   |   |   | ● |   | ● | 0 | 2 | 0 |
| 2       | Роберто Баутіста Аґут (ESP)   |   |   |   |   |   |   |   |   |   |   |   |   | ● |   | 2 | 0 | 0 |
| 2       | Рішар Гаске (FRA)             |   |   |   |   |   |   |   |   |   |   |   |   | ● |   | 2 | 0 | 0 |
| 2       | Іво Карлович (CRO)            |   |   |   |   |   |   |   |   |   |   |   |   | ● |   | 2 | 0 | 0 |
| 2       | Фабіо Фоніні (ITA)            |   |   |   |   |   |   |   |   |   |   |   |   | ● | ● | 1 | 1 | 0 |
| 2       | Стів Джонсон (USA)            |   |   |   |   |   |   |   |   |   |   |   |   | ● | ● | 1 | 1 | 0 |
| 2       | Сем Кверрі (USA)              |   |   |   |   |   |   |   |   |   |   |   |   | ● | ● | 1 | 1 | 0 |
| 2       | Гільєрмо Дюран (ARG)          |   |   |   |   |   |   |   |   |   |   |   |   |   | ● | 0 | 2 | 0 |
| 2       | Домінік Інглот (GBR)          |   |   |   |   |   |   |   |   |   |   |   |   |   | ● | 0 | 2 | 0 |
| 2       | Веслі Колгоф (NED)            |   |   |   |   |   |   |   |   |   |   |   |   |   | ● | 0 | 2 | 0 |
| 2       | Олівер Марах (AUT)            |   |   |   |   |   |   |   |   |   |   |   |   |   | ● | 0 | 2 | 0 |
| 2       | Давід Марреро (ESP)           |   |   |   |   |   |   |   |   |   |   |   |   |   | ● | 0 | 2 | 0 |
| 2       | Фабріс Мартен (FRA)           |   |   |   |   |   |   |   |   |   |   |   |   |   | ● | 0 | 2 | 0 |
| 2       | Матве Мідделкоп (NED)         |   |   |   |   |   |   |   |   |   |   |   |   |   | ● | 0 | 2 | 0 |
| 1       | Леандер Паес (IND)            |   |   | ● |   |   |   |   |   |   |   |   |   |   |   | 0 | 0 | 1 |
| 1       | Джон Ізнер (USA)              |   |   |   |   |   |   |   |   |   | ● |   |   |   |   | 0 | 1 | 0 |
| 1       | Жан-Жульєн Роєр (NED)         |   |   |   |   |   |   |   |   |   | ● |   |   |   |   | 0 | 1 | 0 |
| 1       | Флоріан Маєр (GER)            |   |   |   |   |   |   |   |   |   |   | ● |   |   |   | 1 | 0 | 0 |
| 1       | Гаель Монфіс (FRA)            |   |   |   |   |   |   |   |   |   |   | ● |   |   |   | 1 | 0 | 0 |
| 1       | Сімоне Болеллі (ITA)          |   |   |   |   |   |   |   |   |   |   |   | ● |   |   | 0 | 1 | 0 |
| 1       | Трет Х'юї (PHI)               |   |   |   |   |   |   |   |   |   |   |   | ● |   |   | 0 | 1 | 0 |
| 1       | Лукаш Кубот (POL)             |   |   |   |   |   |   |   |   |   |   |   | ● |   |   | 0 | 1 | 0 |
| 1       | Марцін Матковський (POL)      |   |   |   |   |   |   |   |   |   |   |   | ● |   |   | 0 | 1 | 0 |
| 1       | Максим Мирний (BLR)           |   |   |   |   |   |   |   |   |   |   |   | ● |   |   | 0 | 1 | 0 |
| 1       | Вашек Поспішил (CAN)          |   |   |   |   |   |   |   |   |   |   |   | ● |   |   | 0 | 1 | 0 |
| 1       | Андреас Сеппі (ITA)           |   |   |   |   |   |   |   |   |   |   |   | ● |   |   | 0 | 1 | 0 |
| 1       | Ніколас Альмагро (ESP)        |   |   |   |   |   |   |   |   |   |   |   |   | ● |   | 1 | 0 | 0 |
| 1       | Томаш Бердих (CZE)            |   |   |   |   |   |   |   |   |   |   |   |   | ● |   | 1 | 0 | 0 |
| 1       | Федеріко Дельбоніс (ARG)      |   |   |   |   |   |   |   |   |   |   |   |   | ● |   | 1 | 0 | 0 |
| 1       | Хуан Мартін дель Потро (ARG)  |   |   |   |   |   |   |   |   |   |   |   |   | ● |   | 1 | 0 | 0 |
| 1       | Віктор Естрелья Бургос (DOM)  |   |   |   |   |   |   |   |   |   |   |   |   | ● |   | 1 | 0 | 0 |
| 1       | Карен Хачанов (RUS)           |   |   |   |   |   |   |   |   |   |   |   |   | ● |   | 1 | 0 | 0 |
| 1       | Філіпп Кольшрайбер (GER)      |   |   |   |   |   |   |   |   |   |   |   |   | ● |   | 1 | 0 | 0 |
| 1       | Паоло Лоренці (ITA)           |   |   |   |   |   |   |   |   |   |   |   |   | ● |   | 1 | 0 | 0 |
| 1       | Хуан Монако (ARG)             |   |   |   |   |   |   |   |   |   |   |   |   | ● |   | 1 | 0 | 0 |
| 1       | Кей Нісікорі (JPN)            |   |   |   |   |   |   |   |   |   |   |   |   | ● |   | 1 | 0 | 0 |
| 1       | Люка Пуй (FRA)                |   |   |   |   |   |   |   |   |   |   |   |   | ● |   | 1 | 0 | 0 |
| 1       | Альберт Рамос-Віньйолас (ESP) |   |   |   |   |   |   |   |   |   |   |   |   | ● |   | 1 | 0 | 0 |
| 1       | Мілош Раоніч (CAN)            |   |   |   |   |   |   |   |   |   |   |   |   | ● |   | 1 | 0 | 0 |
| 1       | Дієго Шварцман (ARG)          |   |   |   |   |   |   |   |   |   |   |   |   | ● |   | 1 | 0 | 0 |
| 1       | Віктор Троїцький (SRB)        |   |   |   |   |   |   |   |   |   |   |   |   | ● |   | 1 | 0 | 0 |
| 1       | Фернандо Вердаско (ESP)       |   |   |   |   |   |   |   |   |   |   |   |   | ● |   | 1 | 0 | 0 |
| 1       | Александер Зверев (GER)       |   |   |   |   |   |   |   |   |   |   |   |   | ● |   | 1 | 0 | 0 |
| 1       | Ерік Буторак (USA)            |   |   |   |   |   |   |   |   |   |   |   |   |   | ● | 0 | 1 | 0 |
| 1       | Флавіо Чіполла (ITA)          |   |   |   |   |   |   |   |   |   |   |   |   |   | ● | 0 | 1 | 0 |
| 1       | Маркус Даніелл (NZL)          |   |   |   |   |   |   |   |   |   |   |   |   |   | ● | 0 | 1 | 0 |
| 1       | Маріуш Фирстенберг (POL)      |   |   |   |   |   |   |   |   |   |   |   |   |   | ● | 0 | 1 | 0 |
| 1       | Гільєрмо Гарсія-Лопес (ESP)   |   |   |   |   |   |   |   |   |   |   |   |   |   | ● | 0 | 1 | 0 |
| 1       | Максімо Гонсалес (ARG)        |   |   |   |   |   |   |   |   |   |   |   |   |   | ● | 0 | 1 | 0 |
| 1       | Сантьяго Гонсалес (MEX)       |   |   |   |   |   |   |   |   |   |   |   |   |   | ● | 0 | 1 | 0 |
| 1       | Сем Грот (AUS)                |   |   |   |   |   |   |   |   |   |   |   |   |   | ● | 0 | 1 | 0 |
| 1       | Кріс Гуччоне (AUS)            |   |   |   |   |   |   |   |   |   |   |   |   |   | ● | 0 | 1 | 0 |
| 1       | Роберт Ліндстедт (SWE)        |   |   |   |   |   |   |   |   |   |   |   |   |   | ● | 0 | 1 | 0 |
| 1       | Скотт Ліпскі (USA)            |   |   |   |   |   |   |   |   |   |   |   |   |   | ● | 0 | 1 | 0 |
| 1       | Флорін Мерджа (ROU)           |   |   |   |   |   |   |   |   |   |   |   |   |   | ● | 0 | 1 | 0 |
| 1       | Андрес Мольтені (ARG)         |   |   |   |   |   |   |   |   |   |   |   |   |   | ● | 0 | 1 | 0 |
| 1       | Пурав Раджа (IND)             |   |   |   |   |   |   |   |   |   |   |   |   |   | ● | 0 | 1 | 0 |
| 1       | Дуді Села (ISR)               |   |   |   |   |   |   |   |   |   |   |   |   |   | ● | 0 | 1 | 0 |
| 1       | Дівідж Шаран (IND)            |   |   |   |   |   |   |   |   |   |   |   |   |   | ● | 0 | 1 | 0 |
| 1       | Артем Сітак (NZL)             |   |   |   |   |   |   |   |   |   |   |   |   |   | ● | 0 | 1 | 0 |
| 1       | Еліяс Імер (SWE)              |   |   |   |   |   |   |   |   |   |   |   |   |   | ● | 0 | 1 | 0 |
| 1       | Мікаель Імер (SWE)            |   |   |   |   |   |   |   |   |   |   |   |   |   | ● | 0 | 1 | 0 |

### Титули за країнами
| Загалом | Країна                         | S | D | X | S | D | X | S | D | S | D | S | D | S | D | S  | D  | X |
| ------- | ------------------------------ | - | - | - | - | - | - | - | - | - | - | - | - | - | - | -- | -- | - |
| 20      | Іспанія (ESP)                  |   | 1 |   |   | 1 |   |   |   | 1 |   | 1 | 3 | 8 | 5 | 10 | 10 | 0 |
| 15      | Франція (FRA)                  |   | 1 |   |   |   |   |   |   |   | 3 | 1 | 3 | 4 | 3 | 5  | 10 | 0 |
| 14      | Велика Британія (GBR)          | 1 | 2 |   | 1 |   |   | 1 |   | 3 |   | 3 |   |   | 3 | 9  | 5  | 0 |
| 12      | США (USA)                      |   |   |   |   |   | 1 |   |   |   | 2 |   | 3 | 2 | 4 | 2  | 9  | 1 |
| 11      | Хорватія (CRO)                 |   |   | 1 |   |   |   |   |   | 1 | 2 | 1 |   | 2 | 4 | 4  | 6  | 1 |
| 10      | Аргентина (ARG)                |   |   |   |   |   |   |   |   |   |   |   |   | 4 | 6 | 4  | 6  | 0 |
| 9       | Австралія (AUS)                |   |   |   |   |   |   |   | 1 |   | 1 | 1 | 1 | 2 | 3 | 3  | 6  | 0 |
| 8       | Сербія (SRB)                   | 2 |   |   |   |   |   |   |   | 4 |   |   |   | 2 |   | 8  | 0  | 0 |
| 8       | Фінляндія (FIN)                |   |   | 1 |   |   |   |   | 1 |   | 1 |   | 1 |   | 4 | 0  | 7  | 1 |
| 7       | Бразилія (BRA)                 |   | 2 | 1 |   |   |   |   |   |   | 2 |   | 1 |   | 1 | 0  | 6  | 1 |
| 6       | Австрія (AUT)                  |   |   |   |   |   |   |   |   |   |   | 1 |   | 3 | 2 | 4  | 2  | 0 |
| 5       | Італія (ITA)                   |   |   |   |   |   |   |   |   |   |   |   | 1 | 2 | 2 | 2  | 3  | 0 |
| 5       | Нова Зеландія (NZL)            |   |   |   |   |   |   |   |   |   |   |   |   |   | 5 | 0  | 5  | 0 |
| 4       | Швейцарія (SUI)                | 1 |   |   |   |   |   |   |   |   |   | 1 |   | 2 |   | 4  | 0  | 0 |
| 4       | Канада (CAN)                   |   |   |   |   |   |   |   |   |   |   |   | 2 | 1 | 1 | 1  | 3  | 0 |
| 4       | Колумбія (COL)                 |   |   |   |   |   |   |   |   |   |   |   | 1 |   | 3 | 0  | 4  | 0 |
| 3       | Словаччина (SVK)               |   |   |   |   |   |   |   |   |   |   | 2 |   |   | 1 | 2  | 1  | 0 |
| 3       | Нідерланди (NED)               |   |   |   |   |   |   |   |   |   | 1 |   |   |   | 2 | 0  | 3  | 0 |
| 3       | Німеччина (GER)                |   |   |   |   |   |   |   |   |   |   | 1 |   | 2 |   | 3  | 0  | 0 |
| 3       | Польща (POL)                   |   |   |   |   |   |   |   |   |   |   |   | 2 |   | 1 | 0  | 3  | 0 |
| 3       | Чилі (CHI)                     |   |   |   |   |   |   |   |   |   |   |   |   |   | 3 | 0  | 3  | 0 |
| 2       | Індія (IND)                    |   |   | 1 |   |   |   |   |   |   |   |   |   |   | 1 | 0  | 1  | 1 |
| 2       | Румунія (ROU)                  |   |   |   |   |   |   |   |   |   | 1 |   |   |   | 1 | 0  | 2  | 0 |
| 2       | Уругвай (URU)                  |   |   |   |   |   |   |   |   |   |   | 1 |   | 1 |   | 2  | 0  | 0 |
| 2       | ПАР (RSA)                      |   |   |   |   |   |   |   |   |   |   |   | 1 |   | 1 | 0  | 2  | 0 |
| 2       | Швеція (SWE)                   |   |   |   |   |   |   |   |   |   |   |   |   |   | 2 | 0  | 2  | 0 |
| 1       | Білорусь (BLR)                 |   |   |   |   |   |   |   |   |   |   |   | 1 |   |   | 0  | 1  | 0 |
| 1       | Філіппіни (PHI)                |   |   |   |   |   |   |   |   |   |   |   | 1 |   |   | 0  | 1  | 0 |
| 1       | Чехія (CZE)                    |   |   |   |   |   |   |   |   |   |   |   |   | 1 |   | 1  | 0  | 0 |
| 1       | Домініканська Республіка (DOM) |   |   |   |   |   |   |   |   |   |   |   |   | 1 |   | 1  | 0  | 0 |
| 1       | Японія (JPN)                   |   |   |   |   |   |   |   |   |   |   |   |   | 1 |   | 1  | 0  | 0 |
| 1       | Росія (RUS)                    |   |   |   |   |   |   |   |   |   |   |   |   | 1 |   | 1  | 0  | 0 |
| 1       | Ізраїль (ISR)                  |   |   |   |   |   |   |   |   |   |   |   |   |   | 1 | 0  | 1  | 0 |
| 1       | Мексика (MEX)                  |   |   |   |   |   |   |   |   |   |   |   |   |   | 1 | 0  | 1  | 0 |

### Інформація про титули
Наведені нижче гравці виграли свій перший титул рівня ATP Туру в одиночному, парному або змішаному розряді:
Одиночний розряд
- Нік Киріос — Marseille (сітка)
- Дієго Шварцман — Стамбул (сітка)
- Стів Джонсон – Ноттінгем (сітка)
- Альберт Рамос-Віньйолас — Бостад (сітка)
- Паоло Лоренці — Кіцбюель (сітка)
- Пабло Карреньо Буста — Вінстон-Сейлем (сітка)
- Люка Пуй — Metz (сітка)
- Олександр Звєрєв – Санкт-Петербург (сітка)
- Карен Хачанов — Ченду (сітка)

Парний розряд
- Фабріс Мартен — Ченнай (сітка)
- Пабло Карреньо Буста — Кіто (сітка)
- Гільєрмо Дюран – Кіто (сітка)
- Веслі Колгоф – Софія (сітка)
- Матве Мідделкоп – Софія (сітка)
- Андреас Сеппі – Дубай (сітка)
- Хуліо Перальта – Сан-Паулу (сітка)
- Флавіо Чіполла – Стамбул (сітка)
- Дуді Села – Стамбул (сітка)
- Стів Джонсон – Женева (сітка)
- Андрес Мольтені – Атланта (сітка)
- Еліяс Імер – Стокгольм (сітка)
- Мікаель Імер – Стокгольм (сітка)

Змішаний парний розряд
- Генрі Контінен — Вімблдон (сітка)
- Мате Павич — Відкритий чемпіонат США (сітка)

Наведені нижче гравці захистили свій торішній титул в одиночному, парному або змішаному розряді:
Одиночний розряд
- Стен Вавринка — Ченнай (сітка)
- Віктор Троїцький – Сідней (сітка)
- Новак Джокович – Відкритий чемпіонат Австралії (сітка), Індіан-Веллс (сітка), Маямі (сітка)
- Рішар Гаске – Монпельє (сітка)
- Віктор Естрелья Бургос – Кіто (сітка)
- Кей Нісікорі – Мемфіс (сітка)
- Пабло Куевас – Сан-Паулу (сітка)
- Домінік Тім – Ніцца (сітка)
- Ніколя Маю – 'с-Гертогенбос (сітка)
- Енді Маррей – Лондон (сітка), Summer Olympics (сітка)
- Томаш Бердих — Shenzhen (сітка)

Парний розряд
- Джон Пірс – Брисбен (сітка), Гамбург (сітка)
- Маріуш Фирстенберг – Мемфіс (сітка)
- Сантьяго Гонсалес — Мемфіс (сітка)
- Скотт Ліпскі – Ештуріл (сітка)
- П'єр-Юг Ербер – Лондон (сітка)
- Ніколя Маю – Лондон (сітка)
- Генрі Контінен – Санкт-Петербург (сітка)
- Лукаш Кубот – Відень (сітка)
- Марсело Мело – Відень (сітка)

### Увійшли в першу десятку
Наведені нижче гравці вперше у своїй кар'єрі увійшли в першу десятку рейтингу ATP:
Одиночний розряд
- Домінік Тім (6 червня став №7)

Парний розряд
- Равен Класен (11 липня став №9)
- Фелісіано Лопес (7 листопада став №9)
- Генрі Контінен (7 листопада став №10)

## Рейтинги ATP
Нижче наведено двадцять гравців із найкращим рейтингом в одиночному та парному розрядах, а також десять лідерів Гонки до Фіналу Світового Туру ATP в одиночному і парному розрядах.

### Одиночний розряд
| Фінальне положення гонки до Фіналу Світового Туру ATP в одиночному розряді | Фінальне положення гонки до Фіналу Світового Туру ATP в одиночному розряді | Фінальне положення гонки до Фіналу Світового Туру ATP в одиночному розряді | Фінальне положення гонки до Фіналу Світового Туру ATP в одиночному розряді |
| #                                                                          | Гравець                                                                    | Очки                                                                       | Турнірів                                                                   |
| -------------------------------------------------------------------------- | -------------------------------------------------------------------------- | -------------------------------------------------------------------------- | -------------------------------------------------------------------------- |
| 1                                                                          | Енді Маррей (GBR)                                                          | 11,185                                                                     | 16                                                                         |
| 2                                                                          | Новак Джокович (SRB)                                                       | 10,780                                                                     | 16                                                                         |
| 3                                                                          | Стен Вавринка (SUI)                                                        | 5,115                                                                      | 20                                                                         |
| 4                                                                          | Мілош Раоніч (CAN)                                                         | 5,050                                                                      | 18                                                                         |
| 5                                                                          | Кей Нісікорі (JPN)                                                         | 4,705                                                                      | 19                                                                         |
| 6                                                                          | Гаель Монфіс (FRA)                                                         | 3,625                                                                      | 17                                                                         |
| 7                                                                          | Марин Чилич (CRO)                                                          | 3,450                                                                      | 21                                                                         |
| 8                                                                          | Рафаель Надаль (ESP)                                                       | 3,300                                                                      | 17                                                                         |
| 9                                                                          | Домінік Тім (AUT)                                                          | 3,215                                                                      | 27                                                                         |
| 10                                                                         | Томаш Бердих (CZE)                                                         | 3,060                                                                      | 21                                                                         |
| 11                                                                         | Давід Ґоффен (BEL)                                                         | 2,780                                                                      | 24                                                                         |
| 12                                                                         | Жо-Вілфрід Тсонга (FRA)                                                    | 2,550                                                                      | 18                                                                         |
| 13                                                                         | Нік Киріос (AUS)                                                           | 2,460                                                                      | 20                                                                         |
| 14                                                                         | Роберто Баутіста Аґут (ESP)                                                | 2,350                                                                      | 26                                                                         |
| 15                                                                         | Люка Пуй (FRA)                                                             | 2,196                                                                      | 25                                                                         |
| 16                                                                         | Роджер Федерер (SUI)                                                       | 2,130                                                                      | 15                                                                         |
| 17                                                                         | Григор Димитров (BUL)                                                      | 2,035                                                                      | 26                                                                         |
| 18                                                                         | Рішар Гаске (FRA)                                                          | 1,885                                                                      | 19                                                                         |
| 19                                                                         | Джон Ізнер (USA)                                                           | 1,850                                                                      | 21                                                                         |
| 20                                                                         | Іво Карлович (CRO)                                                         | 1,795                                                                      | 24                                                                         |

| ATP Singles Year-End Rankings | ATP Singles Year-End Rankings | ATP Singles Year-End Rankings | ATP Singles Year-End Rankings | ATP Singles Year-End Rankings | ATP Singles Year-End Rankings | ATP Singles Year-End Rankings | ATP Singles Year-End Rankings |
| #                             | Гравець                       | Очки                          | Трн                           | 15 рік                        | Н-вищ.                        | Н-ниж.                        | 15→16                         |
| ----------------------------- | ----------------------------- | ----------------------------- | ----------------------------- | ----------------------------- | ----------------------------- | ----------------------------- | ----------------------------- |
| 1                             | Енді Маррей (GBR)             | 12,410                        | 17                            | 2                             | 1                             | 3                             | ▲ 1                           |
| 2                             | Новак Джокович (SRB)          | 11,780                        | 17                            | 1                             | 1                             | 2                             | ▼ 1                           |
| 3                             | Мілош Раоніч (CAN)            | 5,450                         | 19                            | 14                            | 3                             | 14                            | ▲ 11                          |
| 4                             | Стен Вавринка (SUI)           | 5,315                         | 21                            | 4                             | 3                             | 5                             | ▬                             |
| 5                             | Кей Нісікорі (JPN)            | 4,905                         | 20                            | 8                             | 4                             | 8                             | ▲ 3                           |
| 6                             | Марин Чилич (CRO)             | 3,650                         | 22                            | 13                            | 6                             | 13                            | ▲ 7                           |
| 7                             | Гаель Монфіс (FRA)            | 3,625                         | 18                            | 24                            | 6                             | 25                            | ▲ 17                          |
| 8                             | Домінік Тім (AUT)             | 3,415                         | 28                            | 20                            | 7                             | 20                            | ▲ 12                          |
| 9                             | Рафаель Надаль (ESP)          | 3,300                         | 16                            | 5                             | 4                             | 9                             | ▼ 4                           |
| 10                            | Томаш Бердих (CZE)            | 3,060                         | 21                            | 6                             | 4                             | 10                            | ▼ 4                           |
| 11                            | Давід Ґоффен (BEL)            | 2,750                         | 25                            | 16                            | 11                            | 18                            | ▲ 5                           |
| 12                            | Жо-Вілфрід Тсонга (FRA)       | 2,550                         | 17                            | 10                            | 7                             | 12                            | ▼ 2                           |
| 13                            | Нік Киріос (AUS)              | 2,460                         | 20                            | 30                            | 13                            | 41                            | ▲ 17                          |
| 14                            | Роберто Баутіста Аґут (ESP)   | 2,350                         | 25                            | 25                            | 13                            | 25                            | ▲ 11                          |
| 15                            | Люка Пуй (FRA)                | 2,156                         | 24                            | 75                            | 15                            | 90                            | ▲ 60                          |
| 16                            | Роджер Федерер (SUI)          | 2,130                         | 15                            | 3                             | 2                             | 16                            | ▼ 13                          |
| 17                            | Григор Димитров (BUL)         | 2,035                         | 25                            | 28                            | 17                            | 39                            | ▲ 11                          |
| 18                            | Рішар Гаске (FRA)             | 1,885                         | 20                            | 9                             | 9                             | 18                            | ▼ 9                           |
| 19                            | Джон Ізнер (USA)              | 1,850                         | 21                            | 11                            | 10                            | 25                            | ▼ 8                           |
| 20                            | Іво Карлович (CRO)            | 1,795                         | 24                            | 23                            | 20                            | 34                            | ▲ 4                           |

#### 1-й номер рейтингу
| Утримувач            | Коли посів            | Коли полишив          |
| -------------------- | --------------------- | --------------------- |
| Новак Джокович (SRB) | станом на кінець 2015 | 6 листопада 2016      |
| Енді Маррей (GBR)    | 7 листопада 2016      | станом на кінець 2016 |

### Парний розряд
| Фінальне положення гонки до Фіналу Світового Туру ATP в парному розряді | Фінальне положення гонки до Фіналу Світового Туру ATP в парному розряді | Фінальне положення гонки до Фіналу Світового Туру ATP в парному розряді | Фінальне положення гонки до Фіналу Світового Туру ATP в парному розряді |
| #                                                                       | Пара                                                                    | Очки                                                                    | Турнірів                                                                |
| ----------------------------------------------------------------------- | ----------------------------------------------------------------------- | ----------------------------------------------------------------------- | ----------------------------------------------------------------------- |
| 1                                                                       | Джеймі Маррей (GBR) Бруно Соарес (BRA)                                  | 7,850                                                                   | 10                                                                      |
| 2                                                                       | П'єр-Юг Ербер (FRA) Ніколя Маю (FRA)                                    | 7,825                                                                   | 15                                                                      |
| 3                                                                       | Боб Браян (USA) Майк Браян (USA)                                        | 6,950                                                                   | 23                                                                      |
| 4                                                                       | Генрі Контінен (FIN) Джон Пірс (AUS)                                    | 5,810                                                                   | 24                                                                      |
| 5                                                                       | Фелісіано Лопес (ESP) Марк Лопес (ESP)                                  | 4,640                                                                   | 18                                                                      |
| 6                                                                       | Равен Класен (RSA) Ражів Рам (USA)                                      | 4,490                                                                   | 23                                                                      |
| 7                                                                       | Іван Додіг (CRO) Марсело Мело (BRA)                                     | 4,330                                                                   | 15                                                                      |
| 8                                                                       | Трет Х'юї (PHI) Максим Мирний (BLR)                                     | 3,155                                                                   | 24                                                                      |
| 9                                                                       | Жан-Жульєн Роєр (NED) Горія Текеу (ROU)                                 | 2,860                                                                   | 17                                                                      |
| 10                                                                      | Хуан Себастьян Кабаль (COL) Роберт Фара (COL)                           | 2,570                                                                   | 24                                                                      |

| Рейтинг ATP в парному розряді на кінець 2016 року | Рейтинг ATP в парному розряді на кінець 2016 року | Рейтинг ATP в парному розряді на кінець 2016 року | Рейтинг ATP в парному розряді на кінець 2016 року | Рейтинг ATP в парному розряді на кінець 2016 року | Рейтинг ATP в парному розряді на кінець 2016 року | Рейтинг ATP в парному розряді на кінець 2016 року | Рейтинг ATP в парному розряді на кінець 2016 року |
| #                                                 | Гравець                                           | Очки                                              | Трн                                               | 15 рік                                            | Н-вищ.                                            | Н-ниж.                                            | 15→16                                             |
| ------------------------------------------------- | ------------------------------------------------- | ------------------------------------------------- | ------------------------------------------------- | ------------------------------------------------- | ------------------------------------------------- | ------------------------------------------------- | ------------------------------------------------- |
| 1                                                 | Ніколя Маю (FRA)                                  | 8,550                                             | 17                                                | 12                                                | 1                                                 | 16                                                | ▲ 11                                              |
| 2                                                 | П'єр-Юг Ербер (FRA)                               | 7,935                                             | 15                                                | 14                                                | 2                                                 | 18                                                | ▲ 12                                              |
| 3                                                 | Бруно Соарес (BRA)                                | 7,760                                             | 25                                                | 22                                                | 2                                                 | 22                                                | ▲ 19                                              |
| 4                                                 | Джеймі Маррей (GBR)                               | 7,670                                             | 22                                                | 7                                                 | 1                                                 | 7                                                 | ▲ 3                                               |
| 5                                                 | Боб Браян (USA)                                   | 6,590                                             | 23                                                | 4                                                 | 3                                                 | 9                                                 | ▼ 1                                               |
| 5                                                 | Майк Браян (USA)                                  | 6,590                                             | 23                                                | 5                                                 | 4                                                 | 10                                                | ▬                                                 |
| 7                                                 | Генрі Контінен (FIN)                              | 5,590                                             | 27                                                | 31                                                | 7                                                 | 44                                                | ▲ 24                                              |
| 8                                                 | Марсело Мело (BRA)                                | 5,460                                             | 26                                                | 1                                                 | 1                                                 | 8                                                 | ▼ 7                                               |
| 9                                                 | Джон Пірс (AUS)                                   | 5,450                                             | 28                                                | 8                                                 | 8                                                 | 28                                                | ▼ 1                                               |
| 10                                                | Марк Лопес (ESP)                                  | 4,775                                             | 24                                                | 32                                                | 8                                                 | 40                                                | ▲ 22                                              |
| 11                                                | Фелісіано Лопес (ESP)                             | 4,640                                             | 20                                                | 35                                                | 9                                                 | 42                                                | ▲ 24                                              |
| 12                                                | Равен Класен (RSA)                                | 4,460                                             | 24                                                | 20                                                | 9                                                 | 21                                                | ▲ 8                                               |
| 13                                                | Іван Додіг (CRO)                                  | 4,420                                             | 20                                                | 6                                                 | 6                                                 | 15                                                | ▼ 7                                               |
| 14                                                | Ражів Рам (USA)                                   | 4,400                                             | 27                                                | 36                                                | 14                                                | 36                                                | ▲ 22                                              |
| 15                                                | Деніел Нестор (CAN)                               | 4,120                                             | 26                                                | 18                                                | 8                                                 | 19                                                | ▲ 3                                               |
| 16                                                | Джек Сок (USA)                                    | 4,080                                             | 14                                                | 19                                                | 11                                                | 25                                                | ▲ 3                                               |
| 17                                                | Едуар Роже-Васслен (FRA)                          | 3,780                                             | 23                                                | 17                                                | 7                                                 | 22                                                | ▬                                                 |
| 18                                                | Марсель Гранольєрс (ESP)                          | 3,665                                             | 22                                                | 39                                                | 18                                                | 42                                                | ▲ 21                                              |
| 19                                                | Горія Текеу (ROU)                                 | 3,650                                             | 21                                                | 2                                                 | 2                                                 | 19                                                | ▼ 17                                              |
| 20                                                | Вашек Поспішил (CAN)                              | 3,590                                             | 16                                                | 21                                                | 12                                                | 23                                                | ▲ 1                                               |

#### 1-й номер рейтингу
| Утримувач           | Коли посів            | Коли полишив          |
| ------------------- | --------------------- | --------------------- |
| Марсело Мело (BRA)  | Станом на кінець 2015 | 3 квітня 2016         |
| Джеймі Маррей (GBR) | 4 квітня 2016         | 8 травня 2016         |
| Марсело Мело (BRA)  | 9 травня 2016         | 5 червня 2016         |
| Ніколя Маю (FRA)    | 6 червня 2016         | 12 червня 2016        |
| Джемі Маррей (GBR)  | 13 червня 2016        | 10 липня 2016         |
| Ніколя Маю (FRA)    | 11 липня 2016         | Станом на кінець 2016 |

## Нарахування очок
| Категорія                        | П                     | Ф                    | ПФ                  | ЧФ | 1/8 | 1/16 | 1/32 | 1/64 | Кв | 3РК | 2РК | 1РК |
| Великий шолом (128S)             | 2000                  | 1200                 | 720                 | 360 | 180 | 90 | 45 | 10 | 25 | 16 | 8 | 0 |
| Великий шолом (64D)              | 2000                  | 1200                 | 720                 | 360 | 180 | 90 | 0 | – | 25 | – | 0 | 0 |
| Фінал Світового Туру ATP (8S/8D) | 1500 (max) 1100 (min) | 1000 (max) 600 (min) | 600 (max) 200 (min) | 200 за перемогу в кожному матчі кругового турніру, +400 за перемогу в півфіналі, +500 за перемогу у фіналі. | 200 за перемогу в кожному матчі кругового турніру, +400 за перемогу в півфіналі, +500 за перемогу у фіналі. | 200 за перемогу в кожному матчі кругового турніру, +400 за перемогу в півфіналі, +500 за перемогу у фіналі. | 200 за перемогу в кожному матчі кругового турніру, +400 за перемогу в півфіналі, +500 за перемогу у фіналі. | 200 за перемогу в кожному матчі кругового турніру, +400 за перемогу в півфіналі, +500 за перемогу у фіналі. | 200 за перемогу в кожному матчі кругового турніру, +400 за перемогу в півфіналі, +500 за перемогу у фіналі. | 200 за перемогу в кожному матчі кругового турніру, +400 за перемогу в півфіналі, +500 за перемогу у фіналі. | 200 за перемогу в кожному матчі кругового турніру, +400 за перемогу в півфіналі, +500 за перемогу у фіналі. | 200 за перемогу в кожному матчі кругового турніру, +400 за перемогу в півфіналі, +500 за перемогу у фіналі. |
| Мастерс (96S)                    | 1000                  | 600                  | 360                 | 180 | 90 | 45 | 25 | 10 | 16 | – | 8 | 0 |
| Мастерс (56S/48S)                | 1000                  | 600                  | 360                 | 180 | 90 | 45 | 10 | – | 25 | – | 16 | 0 |
| Мастерс (32D/24D)                | 1000                  | 600                  | 360                 | 180 | 90 | 0 | – | – | – | – | – | – |
| Літні Олімпійські ігри (64S)     | –                     | –                    | –                   | – | – | – | – | – | – | – | – | – |
| ATP 500 (48S)                    | 500                   | 300                  | 180                 | 90 | 45 | 20 | 0 | – | 10 | – | 4 | 0 |
| ATP 500 (32S)                    | 500                   | 300                  | 180                 | 90 | 45 | 0 | – | – | 20 | – | 10 | 0 |
| ATP 500 (16D)                    | 500                   | 300                  | 180                 | 90 | 0 | – | – | – | 45 | – | 25 | 0 |
| ATP 250 (48S)                    | 250                   | 150                  | 90                  | 45 | 20 | 10 | 0 | – | 5 | – | 3 | 0 |
| ATP 250 (32S/28S)                | 250                   | 150                  | 90                  | 45 | 20 | 0 | – | – | 12 | – | 6 | 0 |
| ATP 250 (16D)                    | 250                   | 150                  | 90                  | 45 | 0 | – | – | – | – | – | – | – |